# ذرت
ذرت ‎/meɪz/‎ (Zea mays) که در انگلیسی آمریکای شمالی با نام corn نیز شناخته می‌شود، گیاهی بلند و تنومند از خانواده گندمیان است که غلات تولید می‌کند. این گیاه حدود ۹۰۰۰ سال پیش توسط بومیان مکزیک از گونه‌های وحشی ذرت اهلی شد. بومیان آمریکا آن را همراه با لوبیا و کدو در سیستم چندکشتی معروف به سه خواهر کشت می‌کردند. ساقه برگی این گیاه، گل‌آذین‌های نر یا تاسل تولید می‌کند که گرده می‌افشانند، و گل‌آذین‌های ماده که به نام بلال شناخته می‌شوند. بلال‌ها دانه‌هایی تولید می‌کنند که با نام دانه ذرت یا بذر شناخته می‌شوند. در انواع تجاری مدرن، این دانه‌ها معمولاً زرد یا سفید هستند، اما در برخی گونه‌ها رنگ‌های متنوعی دارند.
ذرت برای تکثیر به انسان وابسته است. از زمان مبادله کلمبی، این گیاه به قوت غالب در بسیاری از نقاط جهان تبدیل شده و میزان تولید جهانی آن از گندم و برنج فراتر رفته است. مقدار زیادی از ذرت برای خوراک دام استفاده می‌شود، چه به‌صورت دانه و چه به‌صورت گیاه کامل که یا به‌صورت بسته‌بندی‌شده یا در قالب سیلاژ مصرف می‌شود. گونه‌های غنی از قند که به نام ذرت شیرین شناخته می‌شوند، برای مصرف انسانی پرورش داده می‌شوند، در حالی که انواع ذرت دانه‌ای به عنوان خوراک دام، برای تولید آرد ذرت یا ماسا، نشاسته ذرت، شربت ذرت، روغن ذرت، نوشیدنی‌های الکلی مانند ویسکی بوربن و همچنین به عنوان مواد اولیه شیمیایی از جمله اتانول ذرت و سایر زیست‌سوختها استفاده می‌شوند.
ذرت در سراسر جهان کشت می‌شود و هر ساله وزنی بیشتر از هر غله دیگر تولید می‌کند. در سال ۲۰۲۰، تولید جهانی آن به ۱٫۱ میلیارد تن رسید. این گیاه در معرض آفتها و بیماری‌های متعددی قرار دارد؛ دو حشره آفت اصلی، کرم ساقه‌خوار ذرت اروپایی و ریشه‌خوارهای ذرت، هر ساله در ایالات متحده خساراتی به ارزش یک میلیارد دلار ایجاد می‌کنند. پیشرفت‌های اصلاح نباتات مدرن، عملکرد و ویژگی‌هایی مانند ارزش تغذیه‌ای، مقاومت به خشکی و تحمل در برابر آفات و بیماری‌ها را به میزان قابل‌توجهی افزایش داده است. امروزه بخش بزرگی از ذرت به‌صورت مهندسی ژنتیک کشت می‌شود.
از ذرت در تهیه طیف گسترده‌ای از غذاها استفاده می‌شود، از جمله تورتیا و تاماله در مکزیک، پولنتا در ایتالیا، و هومینی و grits در ایالات متحده. پروتئین ذرت فاقد برخی از اسیدهای آمینه ضروری است و ویتامین ب۳ موجود در آن تنها در صورتی قابل جذب می‌شود که تحت فرایند پردازش قلیایی قرار گیرد. در میان تمدن‌های مزوامریکا، ذرت جایگاه مقدسی داشته و به عنوان خدای ذرت در مجسمه‌ها به تصویر کشیده شده است.

## تاریخچه

### توسعه پیشاکلمبی

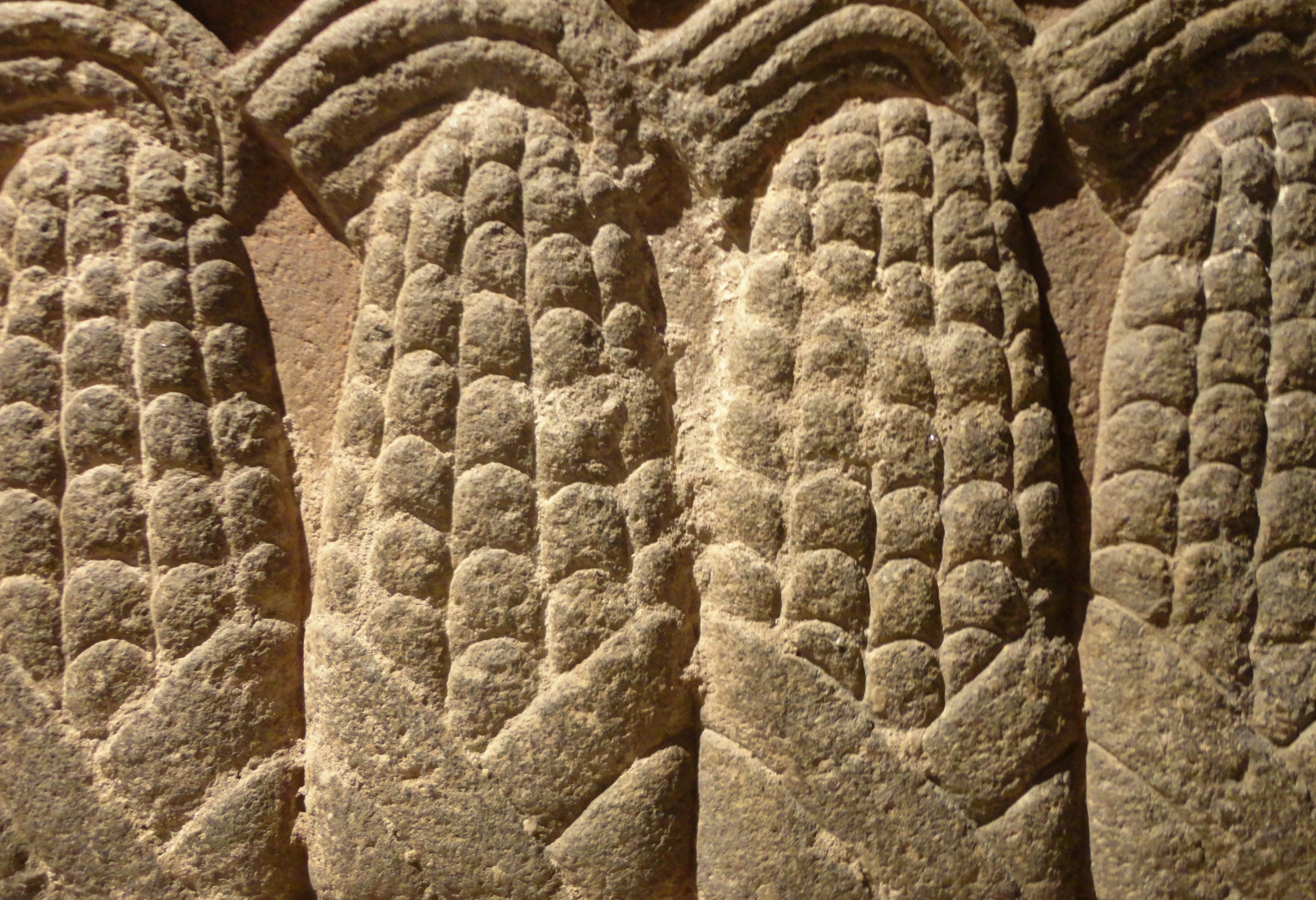
نقش‌برجسته‌ای از ذرت متعلق به آمریکای میانه باستان، موزه ملی مردم‌شناسی

ذرت برای تکثیر مصنوعی به دخالت انسان نیاز دارد. دانه‌های ذرت وحشی به‌طور طبیعی از بلال جدا می‌شوند، در حالی که در گونه‌های اهلی‌شده چنین نیست. تمامی گونه‌های ذرت از یک فرایند اهلی‌سازی در حدود ۹۰۰۰ سال پیش در جنوب مکزیک منشأ گرفته‌اند. کهن‌ترین انواع ذرت موجود، متعلق به نواحی مرتفع مکزیک هستند. از این منطقه، ذرت در دو مسیر اصلی به سمت مناطق کم‌ارتفاع و سراسر قاره آمریکا گسترش یافت. منطقه مرکزی این اهلی‌سازی به احتمال زیاد رودخانه بالساس در جنوب مرکزی مکزیک بوده است. ذرت حداقل ۸۰۰۰ سال پیش به نواحی مرتفع اکوادور رسیده بود. این گیاه تا ۷۶۰۰ سال پیش به آمریکای مرکزی سفلی و تا ۷۰۰۰ تا ۶۰۰۰ سال پیش به دره‌های میان‌کوهستانی کوه‌های آند در کلمبیا گسترش یافت.
نخستین گونه‌های ذرت، تنها یک بلال کوچک در هر بوته تولید می‌کردند. اولمکها و مردم مایا گونه‌های متنوعی از ذرت را در سراسر آمریکای میانه کشت می‌کردند و آن را از طریق فرایند nixtamalization پخته، آسیاب و فرآوری می‌کردند. حدود ۳۰۰۰ سال پیش، ذرت نقشی مرکزی در فرهنگ اولمک‌ها داشت و در تقویم، زبان و اسطوره‌های آن‌ها جایگاهی ویژه یافته بود.
مردم ماپوچه در جنوب مرکزی شیلی در دوران پیشاکلمبی، ذرت را همراه با کینوآ و سیب‌زمینی کشت می‌کردند. پیش از گسترش امپراتوری اینکا، ذرت به‌عنوان کالای تجاری جابه‌جا می‌شد و تا عرض جغرافیایی ۴۰ درجه جنوبی در ملینکینا، بخش لاکار، آرژانتین منتقل شده بود، احتمالاً از طریق کوه‌های آند از شیلی به این منطقه آورده شده بود.

### مبادله کلمبی

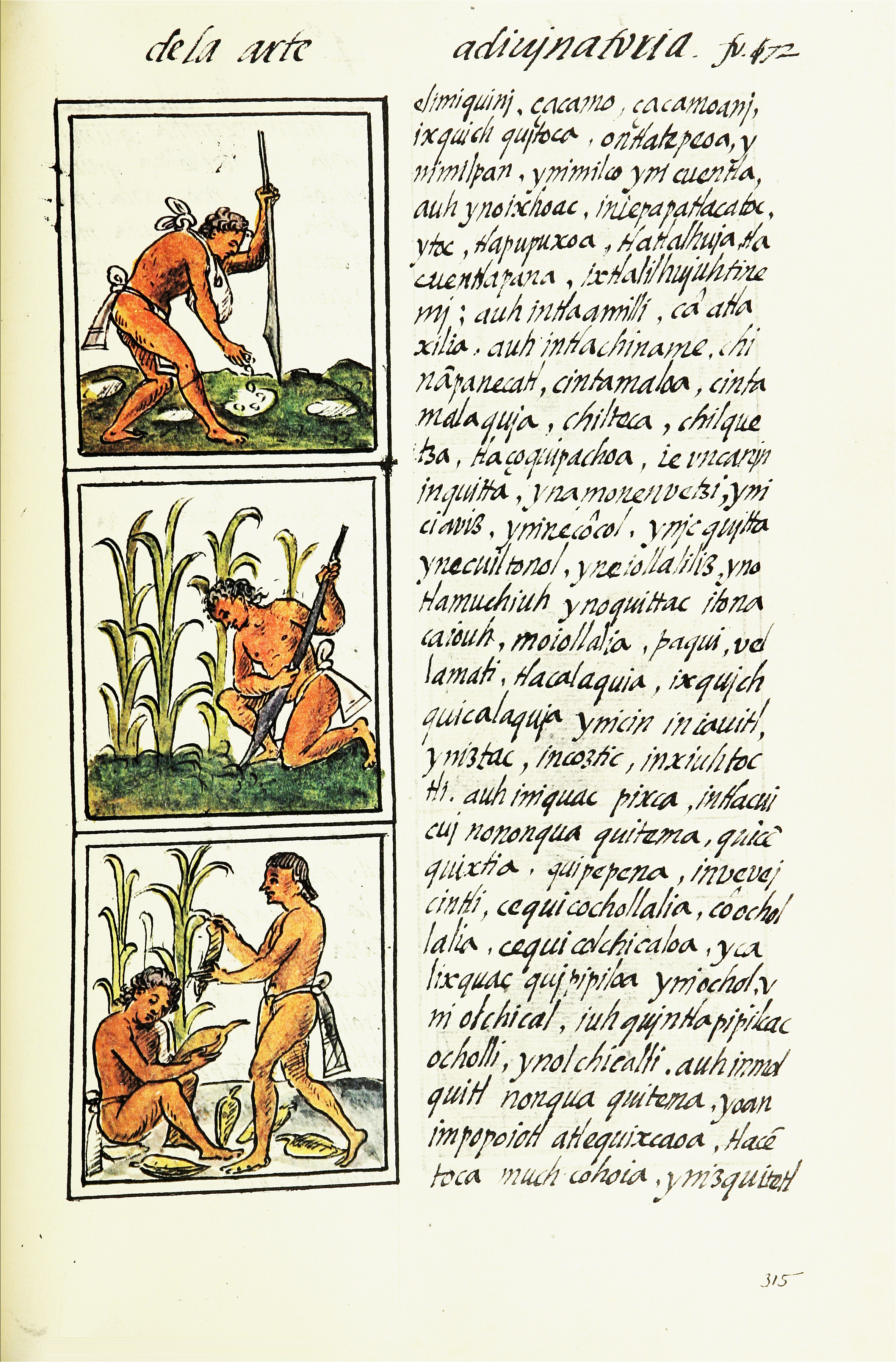
کشت ذرت، در تصویری از کدکس فلورنتین متعلق به قرن شانزدهم

پس از ورود اروپاییان در سال ۱۴۹۲، مهاجران اسپانیایی از ذرت استفاده می‌کردند و کاوشگران و تاجران نیز در مبادله کلمبی به تبادل آن پرداختند. مهاجران اسپانیایی نان گندم را به ذرت ترجیح می‌دادند. آرد ذرت را نمی‌شد به‌عنوان جایگزینی برای گندم در نان عشای ربانی به کار برد، زیرا در باور آن زمان مسیحیت، تنها گندم می‌توانست فرایند تبدیل جوهری را طی کرده و به پیکر مسیح تبدیل شود.
ذرت به دلیل توانایی رشد در اقلیم‌های متنوع، به سایر نقاط جهان گسترش یافت. تنها چند دهه پس از سفرهای کلمب، کشت آن در اسپانیا آغاز شد و سپس به ایتالیا، غرب آفریقا و سایر مناطق رسید. تا قرن هفدهم، ذرت به غذایی رایج در میان طبقات روستایی جنوب اروپا تبدیل شد. تا قرن هجدهم، این گیاه غذای اصلی دهقانان جنوب فرانسه و ایتالیا بود، به‌ویژه در قالب پولنتا در ایتالیا.
هنگامی که ذرت به نظام‌های کشاورزی غربی معرفی شد، به دلیل بهره‌وری بالای آن مورد استقبال قرار گرفت. بااین‌حال، هرجا که به قوت غالب تبدیل شد، مشکل گسترده‌ای از سوءتغذیه پدیدار گشت. بومیان آمریکا از حدود ۱۲۰۰ تا ۱۵۰۰ پیش از میلاد یادگرفته بودند که دانه‌های ذرت را در آب قلیایی — ساخته‌شده از خاکستر و کلسیم اکسید — خیس کنند، فرایندی که بعدها به نام «نیشتامالیزاسیون» شناخته شد. این کار باعث می‌شد پوسته‌های ذرت جدا شوند، اما به‌طور تصادفی همچنین موجب آزاد شدن ویتامین ویتامین ب۳ (نیاسین) می‌شد، که کمبود آن عامل بیماری پلاگر بود. با درک و به‌کارگیری این فرایند و همچنین تنوع بیشتر در رژیم غذایی، پلاگر در جهان توسعه‌یافته ریشه‌کن شد. توسعه گونه‌های ذرت با محتوای بالای لیزین و ترویج تغذیه متعادل به کاهش این بیماری کمک کرده است. بااین‌حال، پلاگر همچنان در مناطق فقیر و اردوگاه‌های پناهجویان، جایی که مردم برای بقا به کمک‌های غذایی مبتنی بر ذرت وابسته هستند، دیده می‌شود.

## ریشه نام
ذرت در عربی همریشه با ذره به چم خرده یا ریزه هست و این به یاد ریزه و خرده بودن دانه‌های ذرت هست که خرده یا همان ذره هستند و برابر پارسی آن بلال هست که وامواژه ای از زبان سانسکریت هست و بلال گونه پارسی واژه پَلالَ هست که به چم ساقه یا نی هست فرهنگ دهخدا آمده نام پارسی این گیاه در گویش خراسانی و فارسی افغانستان «جواری» است ولی واژهٔ عربی آن، ذرت، هم بکار برده می‌شود. فرهنگ معین هم «جواری» را برابر با «ذرت» و «بلال» معرفی کرده است.

## ساختار و فیزیولوژی
ذرت گیاهی یک‌ساله و بلند از خانواده گندمیان است که ساقه‌ای منفرد دارد و ارتفاع آن بین ۱٫۲ متر (۴ فوت) تا ۴ متر (۱۳ فوت) متغیر است. برگ‌های باریک و دراز آن از ساقه یا گره‌ها بیرون می‌آیند و به‌صورت متناوب در دو طرف ساقه قرار می‌گیرند. ذرت تک‌پایه است، بدین معنی که گل‌های نر و ماده بر روی یک گیاه اما به‌طور جداگانه قرار دارند. در بالای ساقه، گل‌آذین گل‌های نر که به آن «تسل» (tassel) گفته می‌شود، قرار دارد. بساک‌های این گل‌ها گرده‌افشانی بادی دارند و گرده‌های خود را در هوا پراکنده می‌کنند. این گرده‌ها همانند سایر گرده‌های گیاهی، آلرژن هستند، اما بیشتر گرده‌ها تنها چند متر از محل تولید خود فاصله می‌گیرند و عمدتاً کشاورزان در معرض خطر حساسیت قرار دارند.
گل‌آذین ماده که پایین‌تر از تسل قرار دارد، ابتدا به‌صورت دسته‌ای از کلالههای نرم ظاهر می‌شود که به آن «سیلک» (silk) می‌گویند. هر یک از این کلاله‌ها به یک مادگی درون گل ماده متصل است که پس از گرده‌افشانی به دانه (که غالباً «بذر» نامیده می‌شود) تبدیل می‌شود. از دیدگاه گیاه‌شناسی، همانند سایر گندمیان، این دانه نوعی میوه است که با پوشش دانه ادغام شده است. یک گل‌آذین ماده کامل به «خوشه ذرت» یا بلال تبدیل می‌شود که در چندین لایه برگ‌های محافظ یا «غلاف» پوشیده شده است.
برگ اصلی مرتبط با هر بلال «برگ خوشه» (ear leaf) نام دارد که به همراه برگ‌های بالاتر از آن، بیش از سه‌چهارم کربوهیدرات موردنیاز برای پر کردن دانه را تأمین می‌کند.
دانه‌های ذرت در ارقام امروزی معمولاً زرد یا سفید هستند، اما گونه‌هایی با رنگ‌های نارنجی، قرمز، قهوه‌ای، آبی، بنفش و سیاه نیز وجود دارند. این دانه‌ها به‌طور معمول در ۸ تا ۳۲ ردیف پیرامون بلال قرار دارند و در بلال‌های بزرگ، تعداد دانه‌ها می‌تواند به ۱۲۰۰ عدد برسد. ذرت‌های زرد رنگدانه‌های خود را از کاروتنوئیدها دریافت می‌کنند؛ رنگ قرمز ناشی از آنتوسیانینها و فلوبافنها است؛ و رنگ‌های نارنجی و سبز از ترکیب این رنگدانه‌ها حاصل می‌شوند.
ذرت دارای دوره نوری کوتاه است، به این معنا که برای گل‌دهی به شب‌های بلندتری نیاز دارد. همچنین، رشد آن مستلزم درجه حرارت مؤثر رشد کافی، یعنی دمایی بالاتر از ۱۰ درجه سلسیوس (۵۰ درجه فارنهایت) است. کنترل گل‌دهی به‌صورت ژنتیکی تعیین می‌شود و سازوکار فیزیولوژیکی آن به سیستم فیتوکروم بستگی دارد. ارقام گرمسیری در عرض‌های جغرافیایی بالاتر با مشکل روبه‌رو می‌شوند، زیرا روزهای طولانی‌تر ممکن است باعث رشد بیش از حد گیاه شوند، بدون اینکه پیش از فرا رسیدن زمستان، دانه تشکیل شود. از سوی دیگر، این رشد سریع می‌تواند برای تولید زیست‌سوخت مفید باشد.
ساقه‌های جوان ذرت ترکیبی آنتی‌بیوتیکی قوی به نام 2,4-dihydroxy-7-methoxy-1,4-benzoxazin-3-one (DIMBOA) تولید می‌کنند که تا حدودی در برابر طیف گسترده‌ای از آفات از گیاه محافظت می‌کند. بااین‌حال، به دلیل ریشه‌های سطحی، ذرت در برابر خشکسالی حساس است، در خاک‌های فقیر از نظر مواد مغذی رشد مطلوبی ندارد، و در برابر بادهای شدید مستعد واژگونی است.

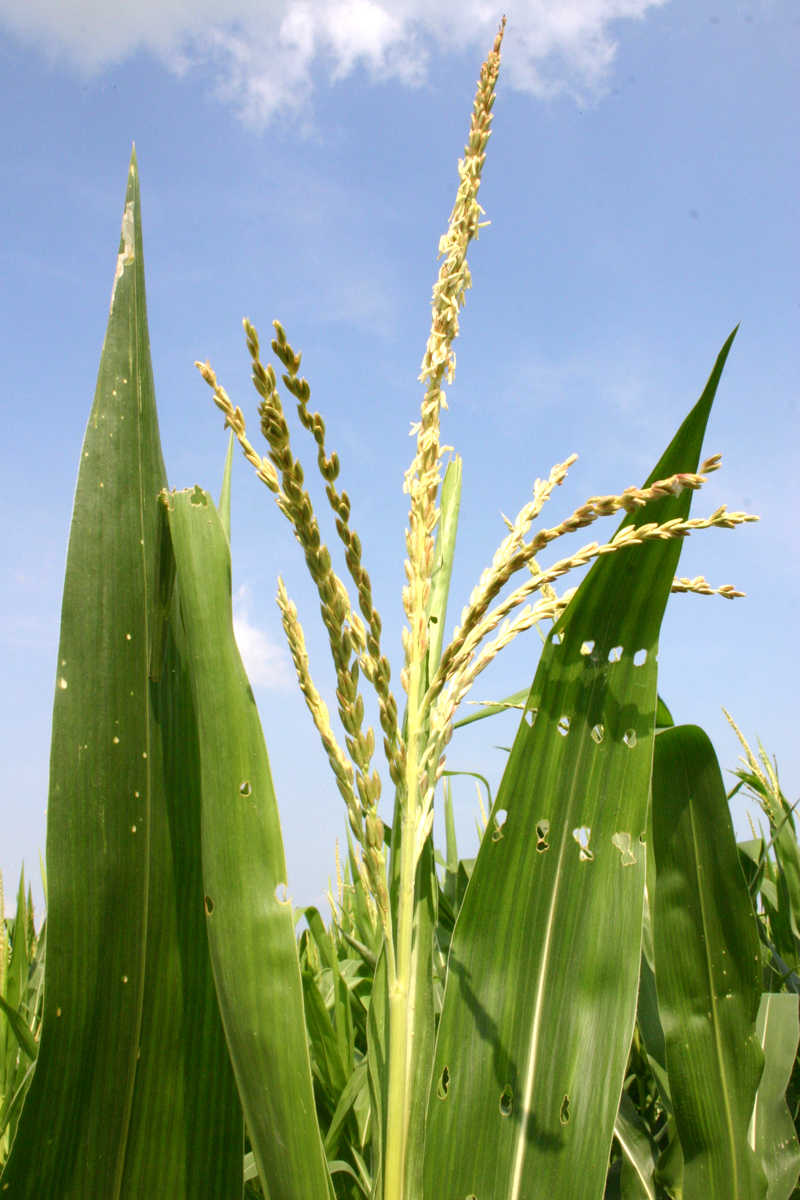
گل‌آذین نر که به آن "تاسل" گفته می‌شود، از گل‌های نر کوچک متعددی تشکیل شده است.
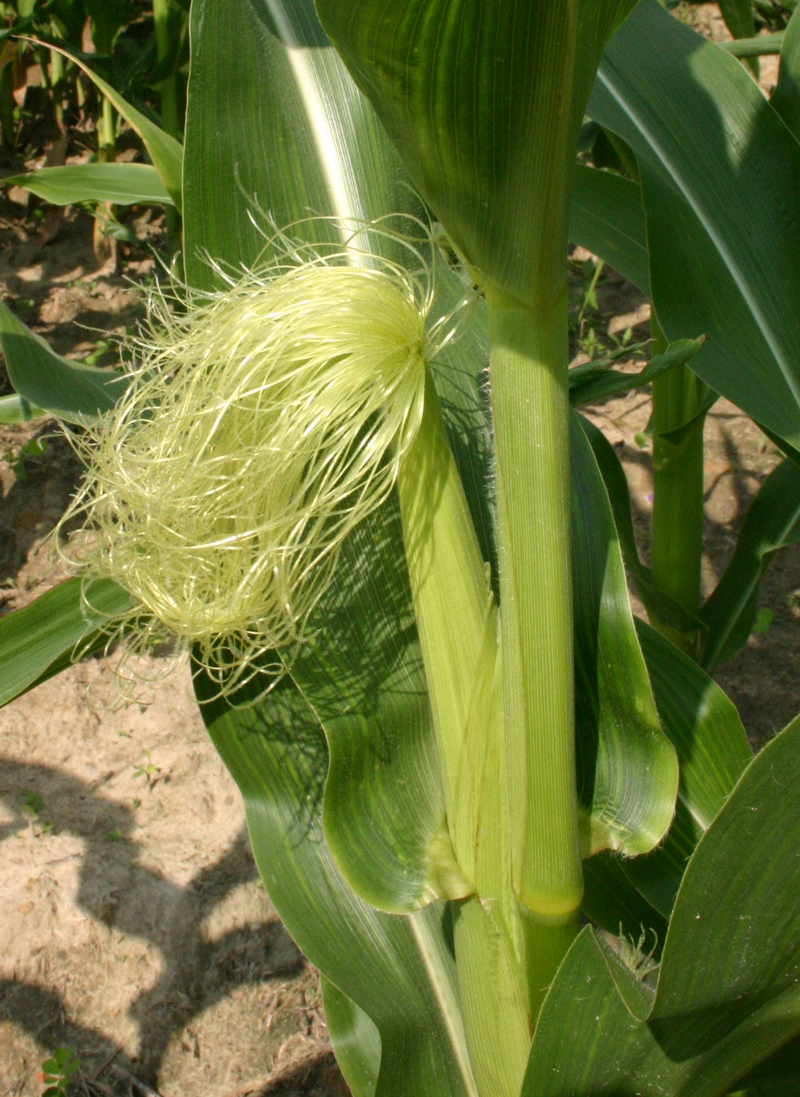
گل‌آذین ماده، با ریشه‌های جوان (سیلک)|
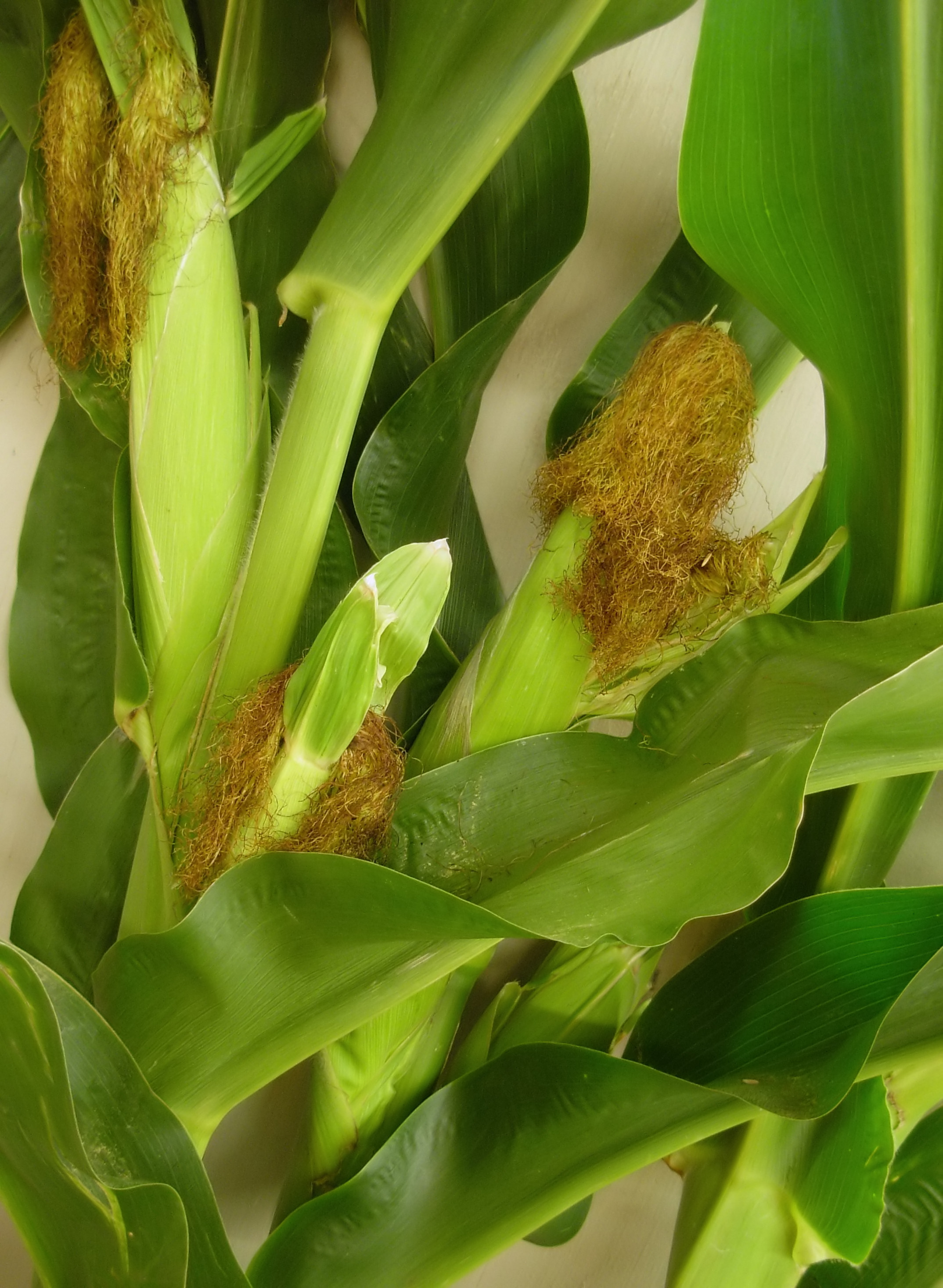
ساقه‌ها، بلال‌ها و ریشه‌های ذرت
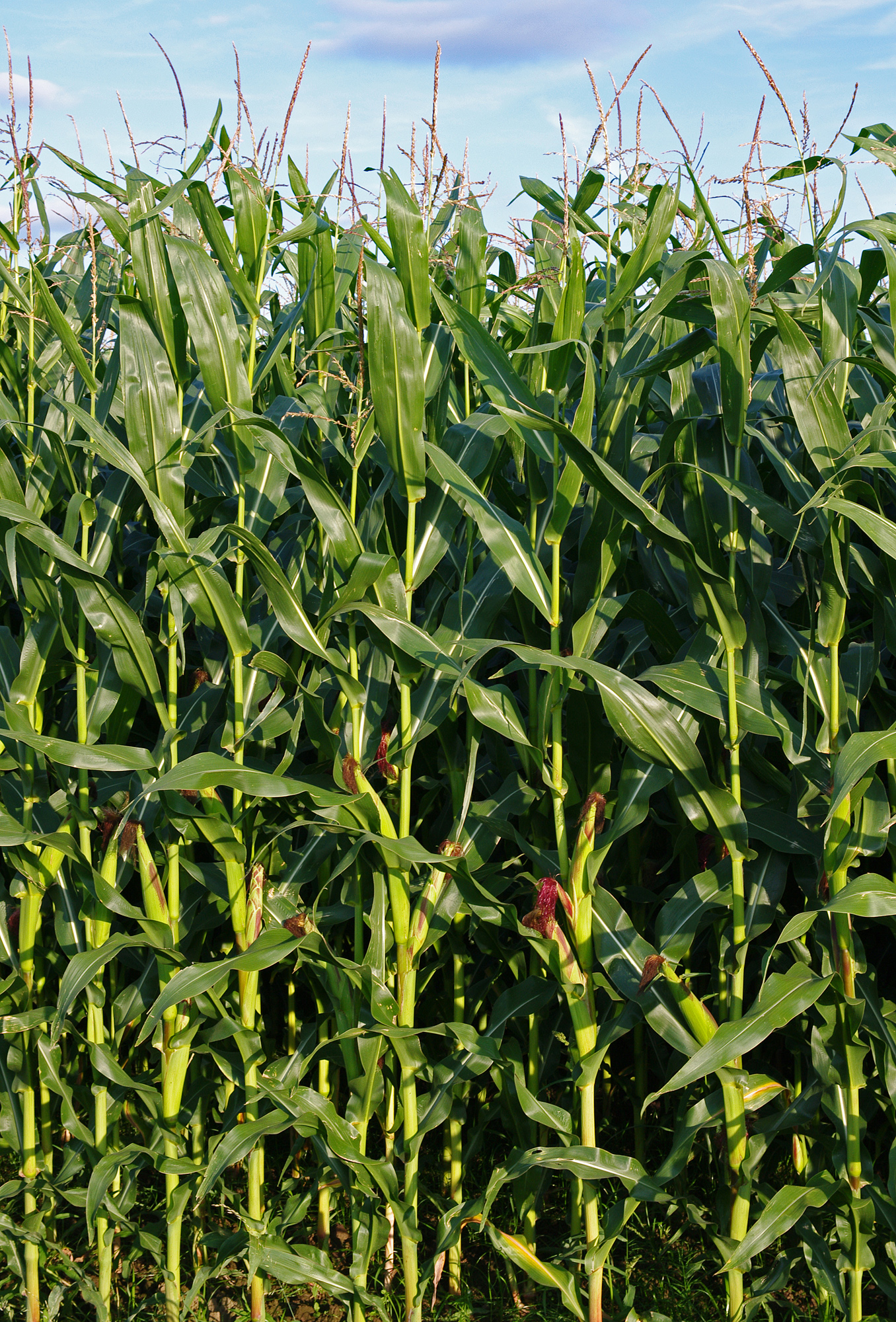
گیاهان ذرت کاملاً رشدیافته
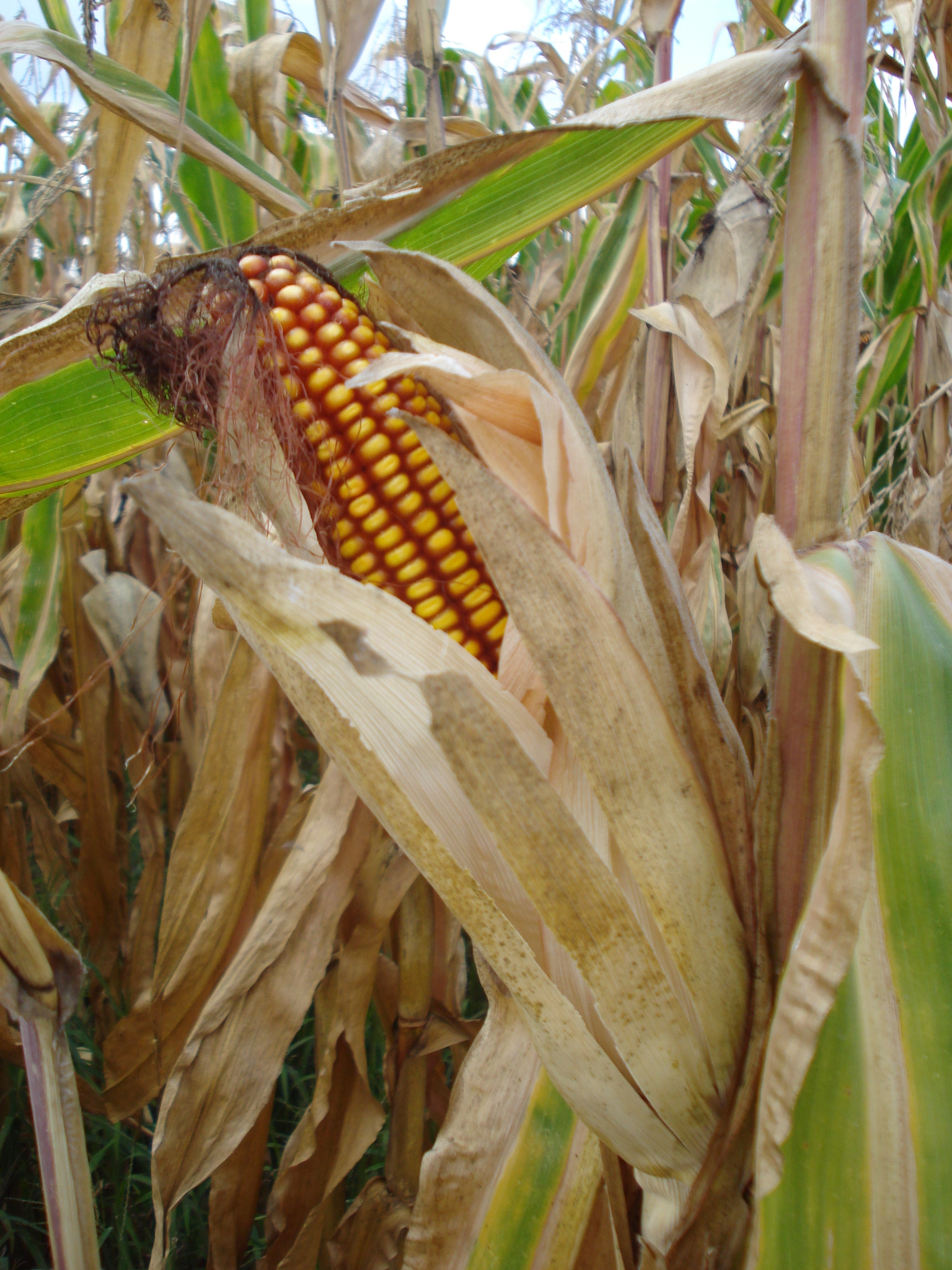
بلال ذرت بالغ بر روی ساقه

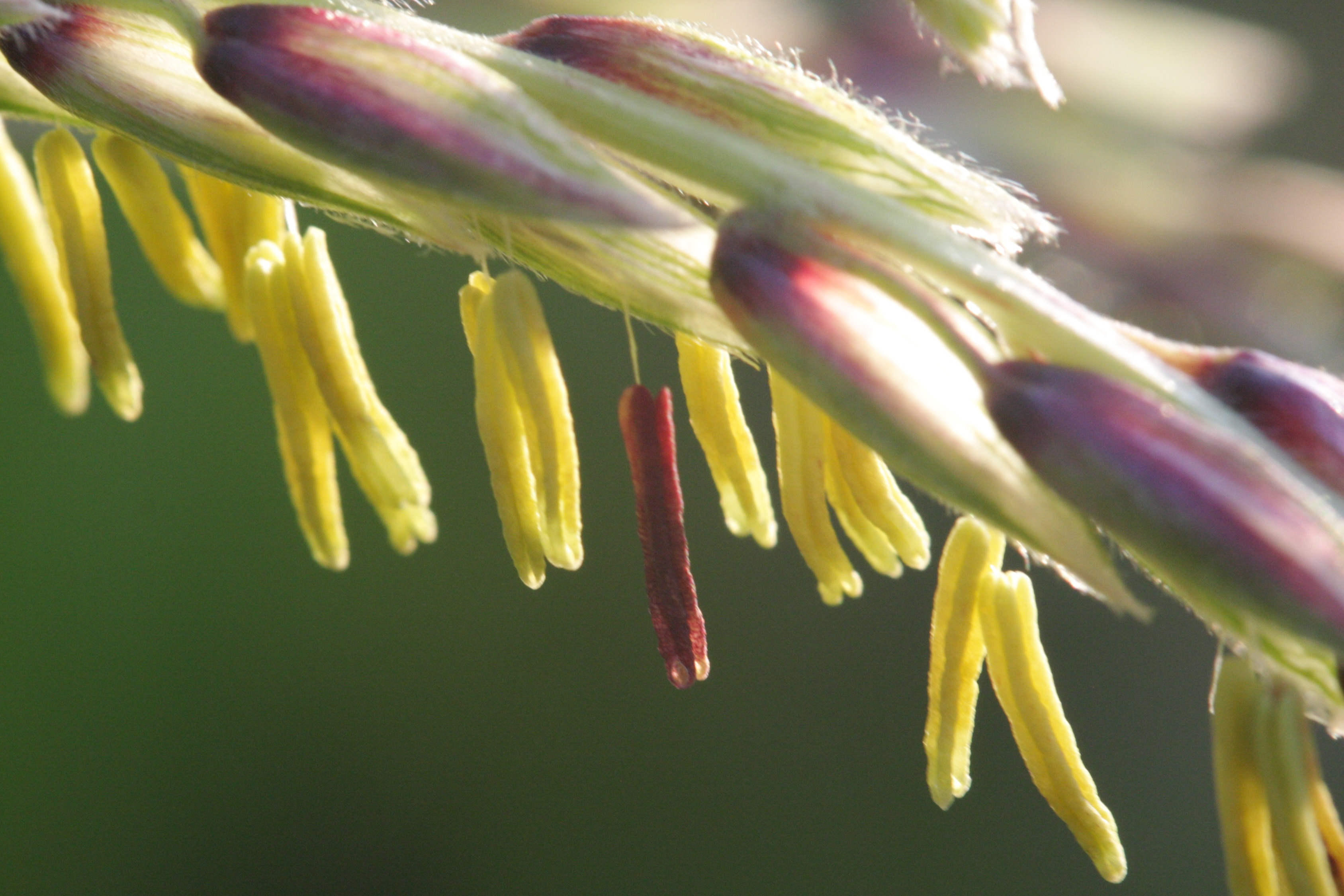
گل‌های نر
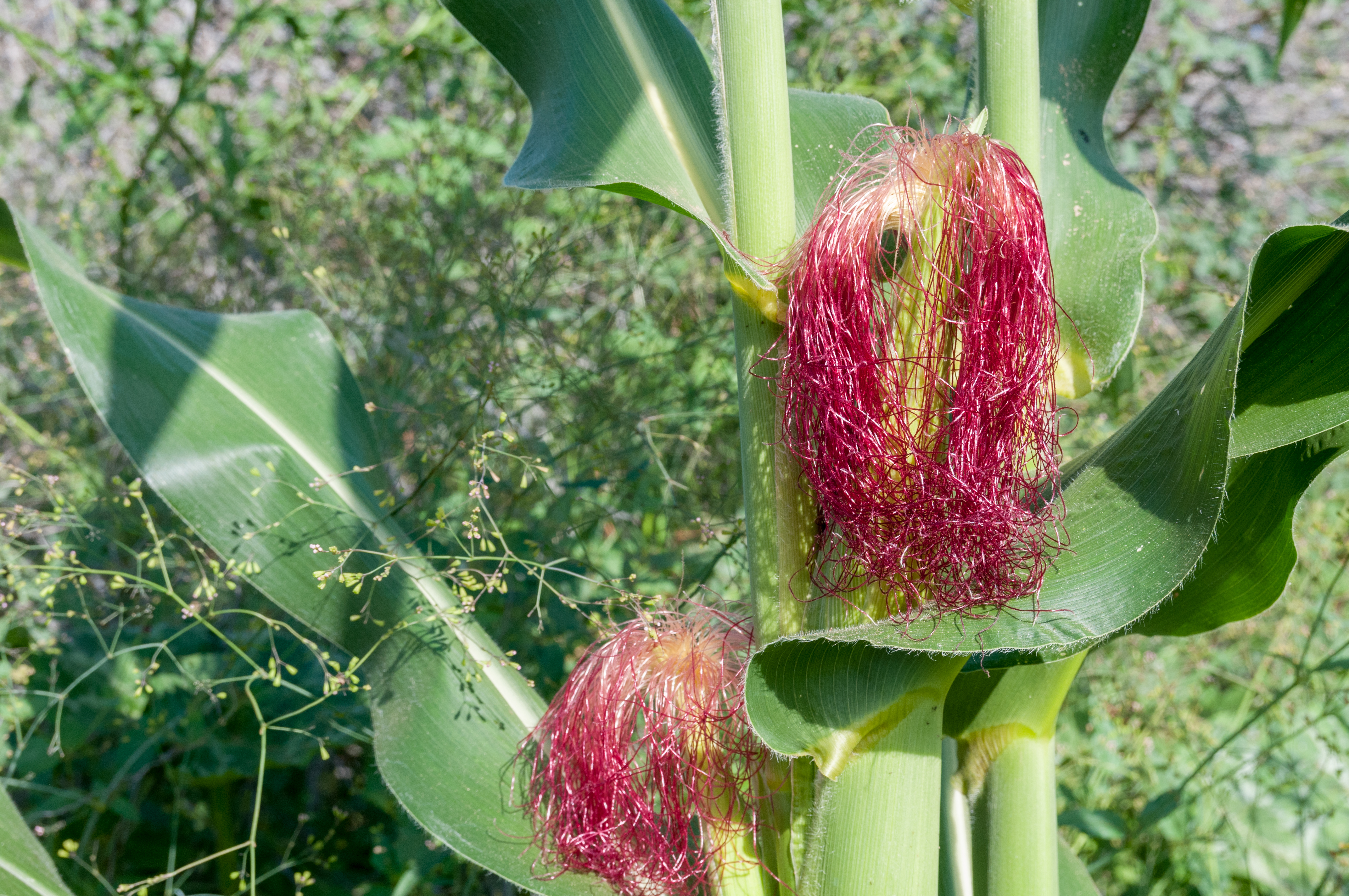
ریشه‌های بالغ (سیلک)

## ژنومیک و ژنتیک

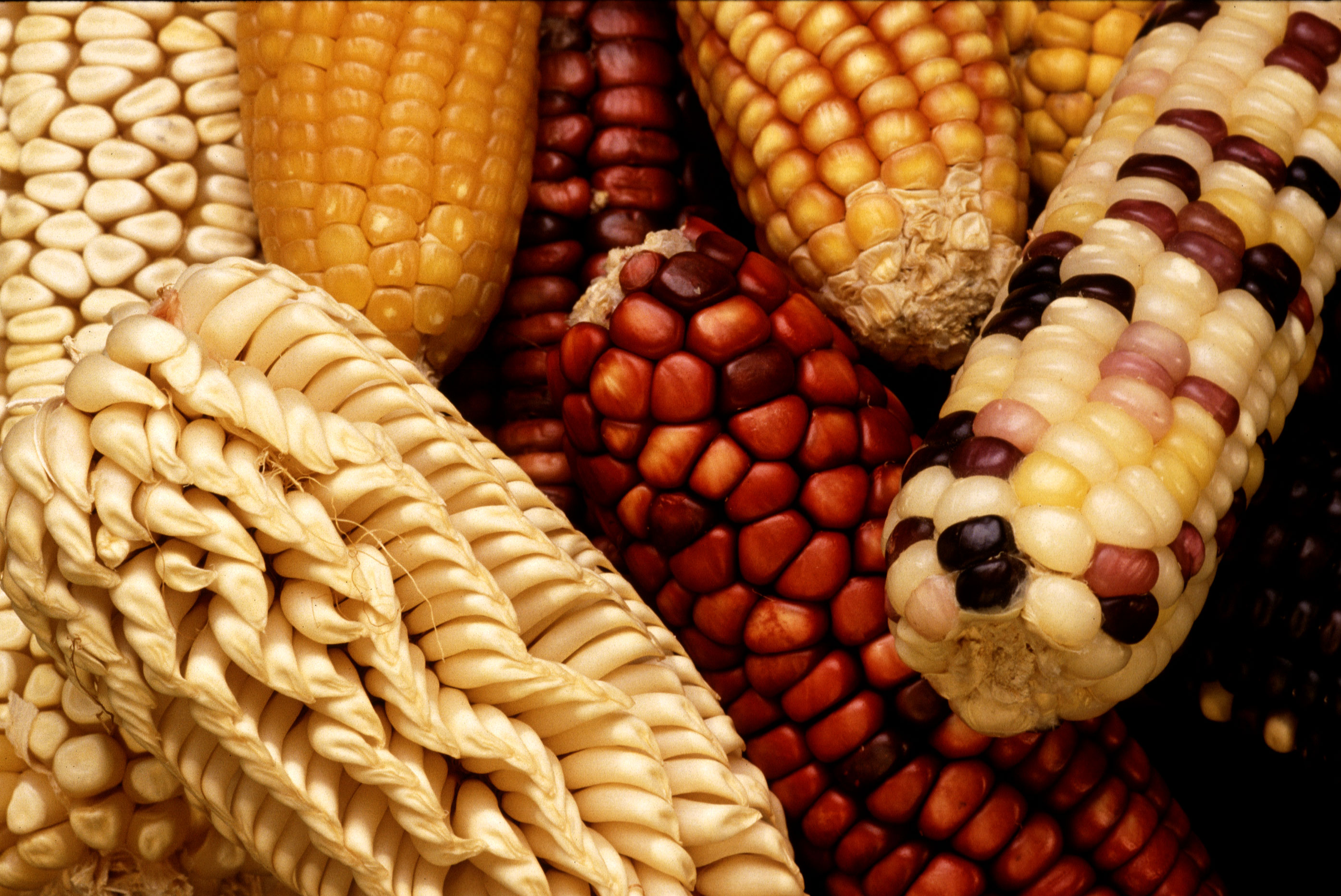
گونه‌های بومی برای افزودن تنوع ژنتیکی در اصلاح نباتات و ایجاد سویههای جدید گردآوری می‌شوند.

ذرت یک پلوئیدی با ۲۰ کروموزوم است. ۸۳٪ از تنوع الل در ژنوم آن از اجداد وحشی‌اش، تئوسینته، به ارث رسیده است که عمدتاً به دلیل امکان لقاح بیرونی در گونه‌های Zea بوده است. باربارا مک‌کلینتاک از ذرت برای تأیید نظریه خود دربارهٔ عنصر جابه‌جا شونده یا «ژن‌های پرشی» استفاده کرد که برای آن در سال ۱۹۸۳ جایزه نوبل فیزیولوژی یا پزشکی را دریافت کرد. ذرت همچنان یک جاندار مدل مهم برای مطالعات ژنتیک و زیست‌شناسی رشد است. الگوی MADS-box در توسعه گل‌های ذرت نقش دارد.
پایگاه داده ژنتیک و ژنومیک ذرت توسط وزارت کشاورزی ایالات متحده آمریکا تأمین مالی می‌شود تا از پژوهش‌های مرتبط با ذرت پشتیبانی کند. مرکز بین‌المللی بهبود ذرت و گندم مجموعه بزرگی از سویه‌های ذرت را که برای مقاومت در برابر آفات آزمایش و دسته‌بندی شده‌اند، حفظ می‌کند. در سال ۲۰۰۵، بنیاد ملی علوم ایالات متحده، وزارت کشاورزی و وزارت انرژی ایالات متحده آمریکا کنسرسیومی برای تعیین توالی ژنوم ذرت تشکیل دادند. داده‌های حاصل از تعیین توالی دی‌ان‌ای بلافاصله در ژن‌بانک، یک پایگاه داده عمومی برای اطلاعات ژنوم، منتشر شد. تعیین توالی ژنوم ذرت در سال ۲۰۰۸ تکمیل شد. در سال ۲۰۰۹، این کنسرسیوم نتایج تحقیقات خود را منتشر کرد. ژنوم ذرت که ۸۵٪ آن از عنصر جابه‌جا شوندهها تشکیل شده، شامل ۳۲٬۵۴۰ ژن است. بخش عمده‌ای از آن توسط هلیترون‌ها، گروهی از عنصر جابه‌جا شوندههای درون دی‌ان‌ای ذرت، بازآرایی و تکرار شده است.

## کشاورزی

### کشت
چون ذرت نسبت به سرما حساس است، در مناطق معتدل باید در بهار کاشته شود. سیستم ریشه آن معمولاً کم‌عمق است، بنابراین گیاه به رطوبت خاک وابسته است. به عنوان گیاهی که از فیکسیون کربن C4 استفاده می‌کند، ذرت به‌طور قابل توجهی از گیاهانی که از فیکسیون کربن C3 مانند یونجه و سویا استفاده می‌کنند، از نظر مصرف آب کارآمدتر است. ذرت در زمان ظهور ابریشم، هنگامی که گل‌ها آماده گرده‌افشانی هستند، نسبت به خشکسالی حساس‌ترین است. در ایالات متحده، معمولاً پیش‌بینی می‌شد که اگر ذرت «تا روز روز استقلال ایالات متحده آمریکا به ارتفاع زانو برسد»، برداشت خوبی خواهد داشت، اگرچه دورگه‌های مدرن معمولاً از این نرخ رشد تجاوز می‌کنند. ذرتی که برای سیلاژ استفاده می‌شود، در حالی که گیاه سبز است و میوه آن نارس است، برداشت می‌شود. ذرت شیرین در مرحله «شیر» برداشت می‌شود، پس از گرده‌افشانی اما پیش از آنکه نشاسته تشکیل شود، بین اواخر تابستان و اوایل تا میانه پاییز. ذرت مزرعه‌ای در میدان باقی می‌ماند تا اواخر پاییز برای خشک شدن کامل دانه‌ها و ممکن است در واقع گاهی تا زمستان یا حتی اوایل بهار برداشت نشود. اهمیت رطوبت کافی خاک در بسیاری از نقاط آفریقا نشان داده می‌شود، جایی که خشکسالی‌های دوره‌ای به‌طور منظم باعث شکست برداشت ذرت و در نتیجه قحطی می‌شود. اگرچه عمدتاً در اقلیم‌های مرطوب و گرم کشت می‌شود، اما می‌تواند در شرایط سرد، گرم، خشک یا مرطوب رشد کند که نشان می‌دهد یک محصول بسیار متنوع است.
ذرت توسط مردم بومی قاره آمریکا در تپه‌های کوچک خاک در سیستم چندکشتی به نام سه خواهر کاشته می‌شد. ذرت برای لوبیاها حمایت فراهم می‌کرد؛ لوبیاها نیتروژن تولید می‌کردند که از باکتری‌های نیتروژن‌خوار ریشه‌زیست که روی ریشه لوبیاها و سایر حبوباتها زندگی می‌کنند، به دست می‌آید؛ و کدو پوشش خاک را برای جلوگیری از رشد علف‌های هرز و کاهش تبخیر با فراهم آوردن سایه بر روی خاک فراهم می‌کرد.

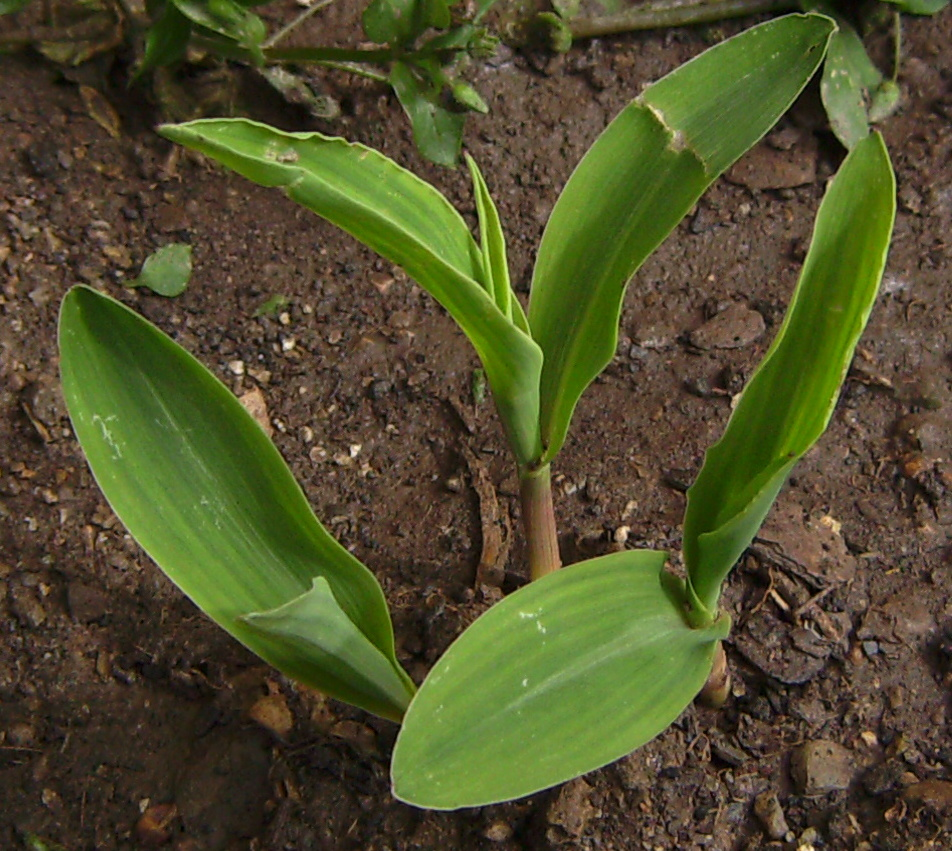
سه هفته پس از کاشت
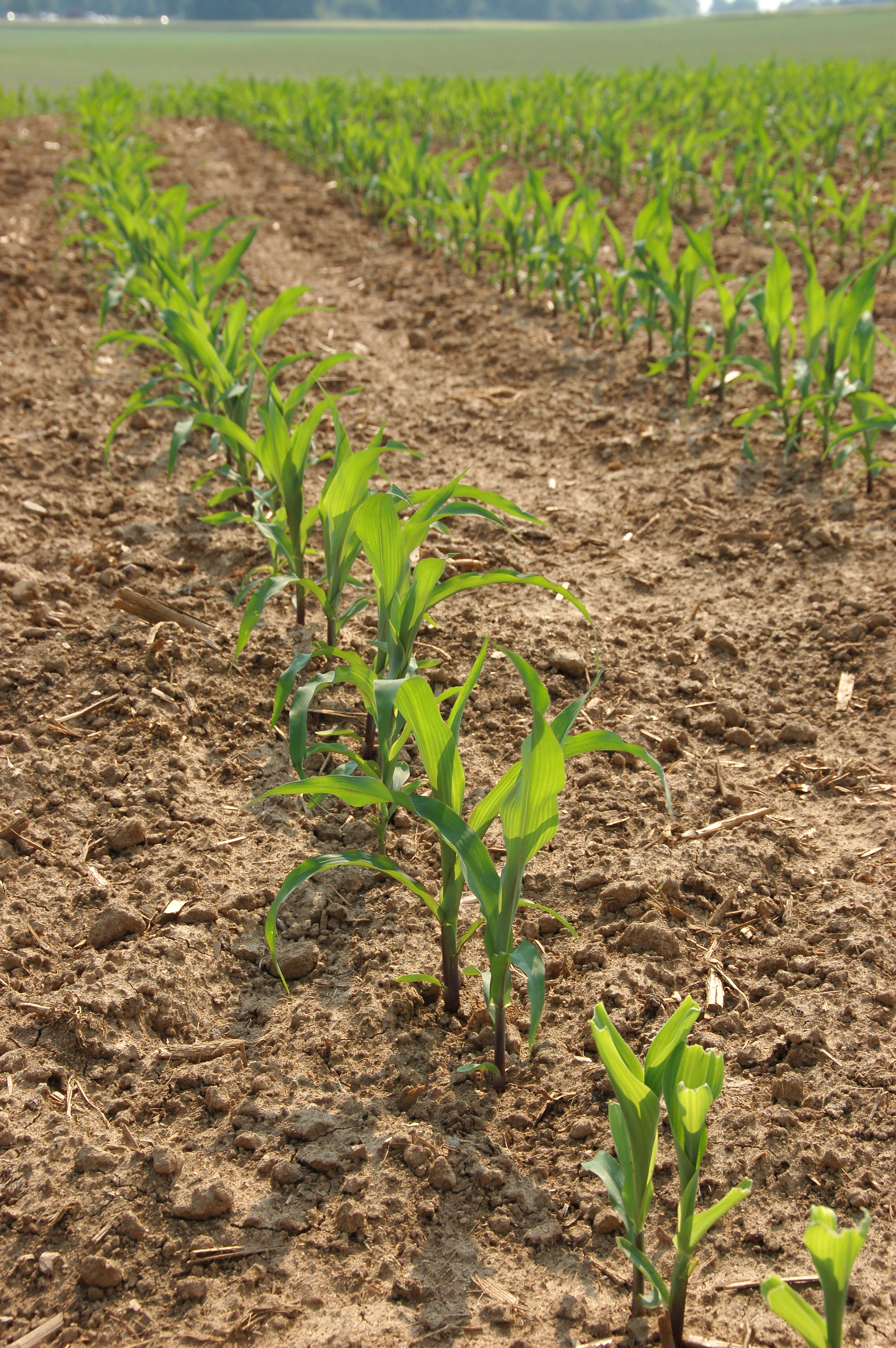
شاخه‌های جوان
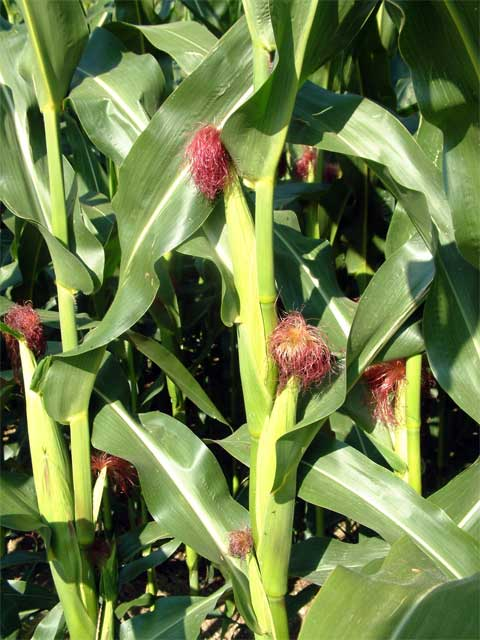
گیاهان بالغ

### برداشت
ذرت شیرین، که زودتر از ذرت‌های کشت شده برای دانه برداشت می‌شود، در مدت زمانی از ۶۰ تا ۱۰۰ روز بسته به نوع به بلوغ می‌رسد. برداشت طولانی مدت ذرت شیرین، که در مرحله شیر برداشت می‌شود، می‌تواند از طریق کاشت انتخابی از انواع که زودتر یا دیرتر رسید می‌شوند، یا با کاشت مناطق مختلف در فواصل دوهفته‌ای ترتیب داده شود.
ذرتی که به عنوان محصول دانه برداشت می‌شود، می‌تواند مدت زمان طولانی در مزرعه باقی بماند، حتی ماه‌ها، پس از آنکه محصول آماده برداشت می‌شود؛ اگر خشک نگه داشته شود، می‌توان آن را در پوشش برگ‌ها برداشت و ذخیره کرد.
طبق گفته وزارت کشاورزی ایالات متحده، در چهار دهه از ۱۸۵۵ تا ۱۸۹۴، میزان نیروی کاری که برای تولید یک بوشل ذرت مورد نیاز بود از چهار ساعت و سی و چهار دقیقه به تنها چهل و یک دقیقه کاهش یافت. قبل از سال ۱۹۴۰، بیشتر ذرت در آمریکای شمالی به صورت دستی برداشت می‌شد. این فرایند نیازمند تعداد زیادی کارگر و رویدادهای اجتماعی مرتبط (جمع‌آوری یا پوست‌کنی کار داوطلبانه جمعی) بود. از دهه ۱۸۵۰ به بعد، برخی ماشین‌آلات برای مکانیزه کردن جزئی این فرایندها در دسترس قرار گرفتند، مانند برداشت‌کننده‌های مکانیکی یک‌رو و دورو (که خوشه را می‌چینند و کاه را باقی می‌گذارند) و دستگاه‌های بایندر ذرت، که دستگاه برداشت‌هایی هستند که به‌طور خاص برای ذرت طراحی شده‌اند. دستگاه‌های بایندر ذرت بسته‌ها تولید می‌کنند که می‌توان آنها را جمع‌آوری کرد. به صورت دستی یا با دستگاه برداشت، خوشه کامل برداشت می‌شود که نیاز به عملیات جداگانه‌ای برای جدا کردن دانه‌ها از خوشه دارد. خوشه‌های کامل ذرت اغلب در انبار ذرت ذخیره می‌شدند که برای برخی از مصرف‌های خوراک دام کافی بود. امروزه انبارهای ذرت با خوشه‌های کامل و دستگاه‌های بایندر ذرت کمتر رایج هستند زیرا بیشتر مزارع مدرن ذرت را از مزرعه با کمباین برداشت کرده و در سیلو ذخیره می‌کنند. کمباین با سر ذرت (با نقاط و غلطک‌های شکسته به جای طبل) ساقه را نمی‌برد؛ بلکه فقط ساقه را پایین می‌آورد. ساقه به پایین ادامه می‌یابد و به یک توده درهم شکسته روی زمین می‌افتد که معمولاً برای تبدیل به ماده آلی برای خاک رها می‌شود. خوشه ذرت آنقدر بزرگ است که نمی‌تواند از شکاف‌های صفحه عبور کند، زیرا غلطک‌ها ساقه را از هم می‌کشند و تنها خوشه و پوشش وارد ماشین‌آلات می‌شوند. کمباین پوشش و چوب را جدا کرده و فقط دانه‌ها را نگه می‌دارد.

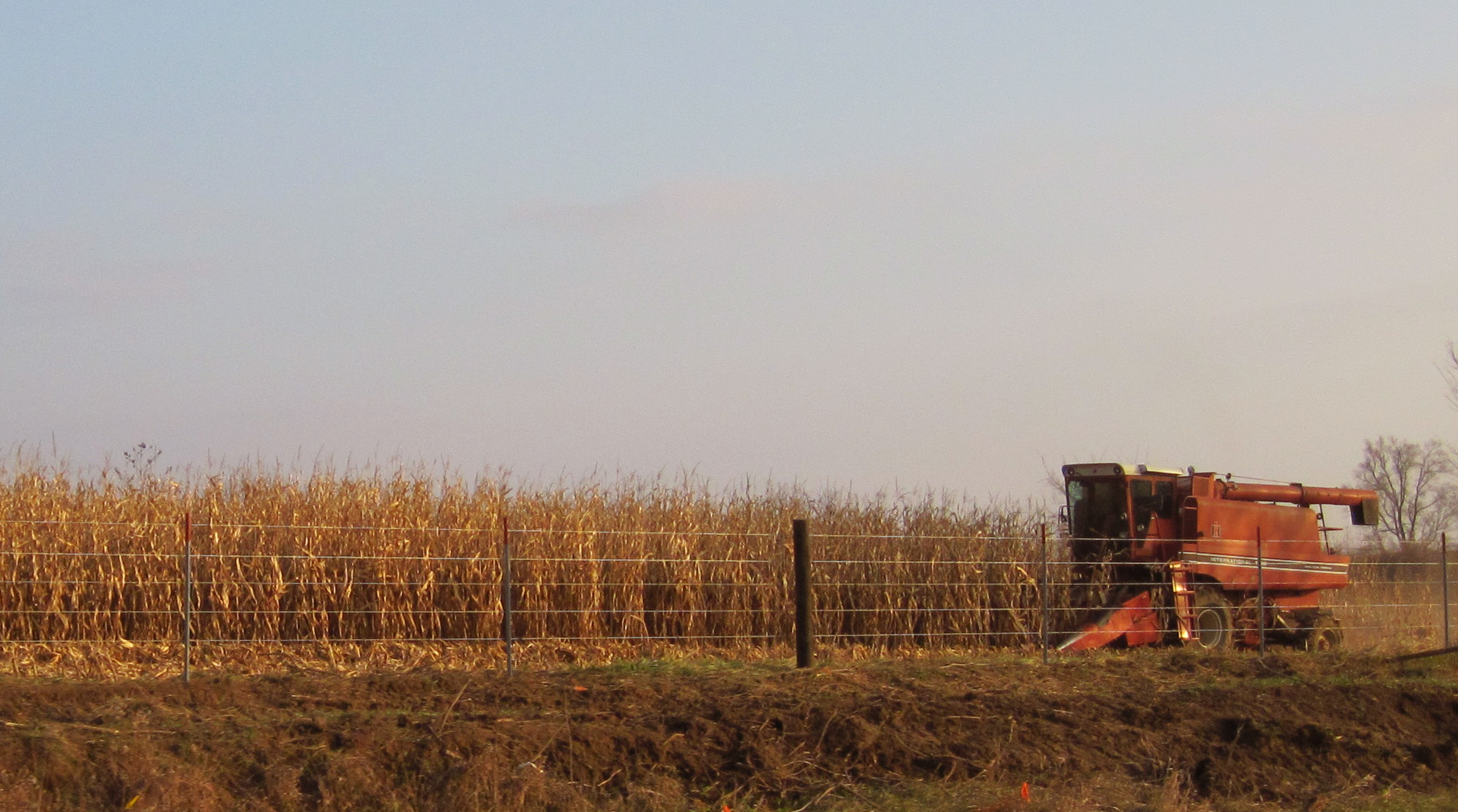
برداشت ذرت، ایووا
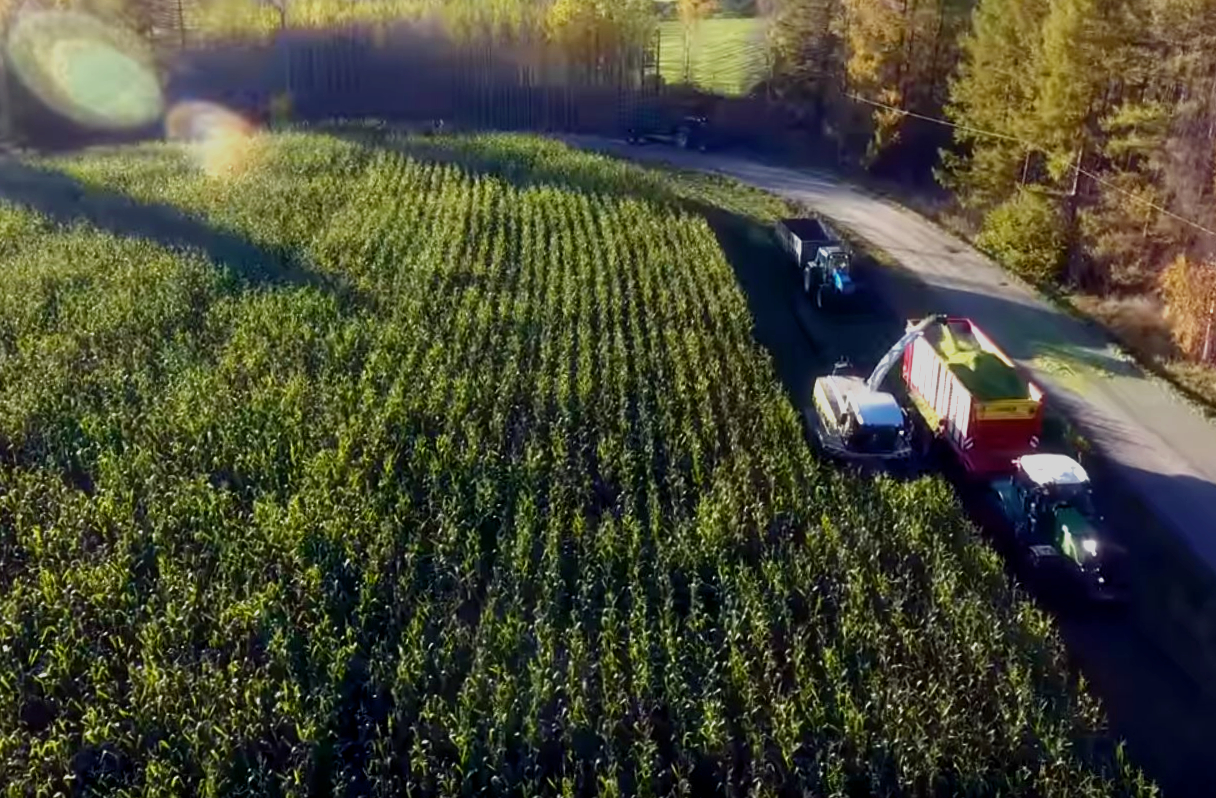
برداشت ذرت، فنلاند
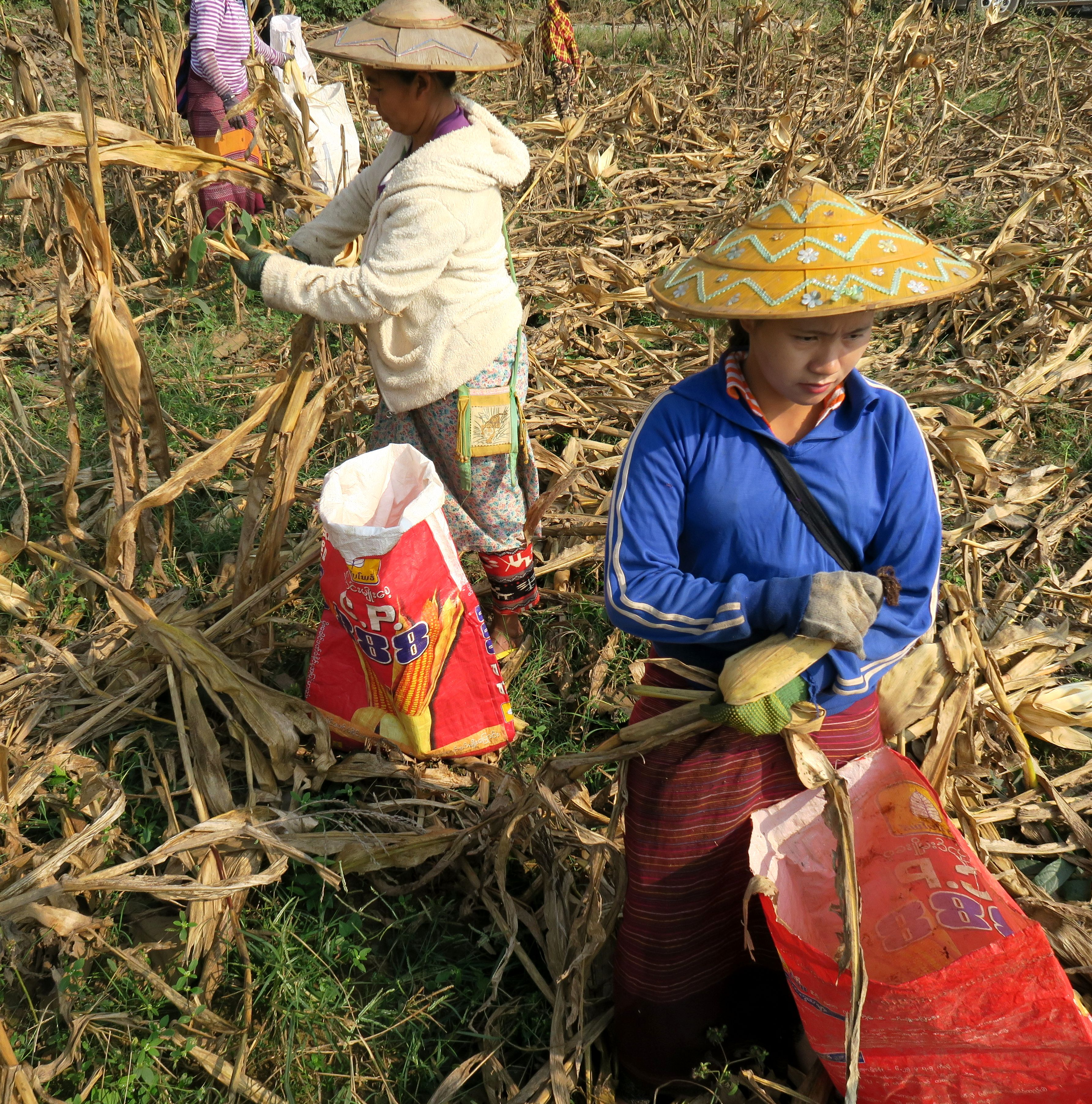
برداشت دستی ذرت، میانمار
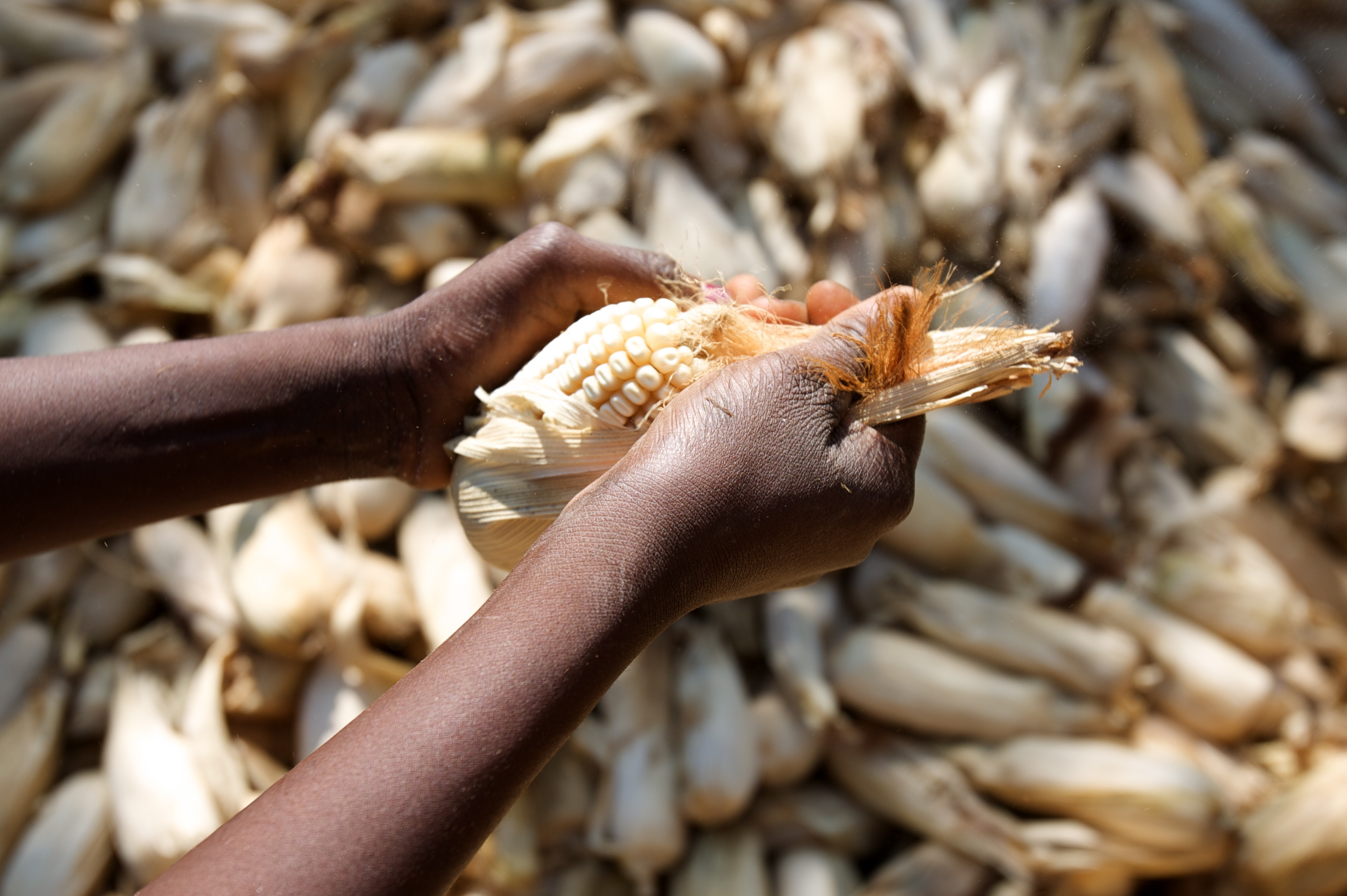
پوست‌کنی دستی ذرت، مالاوی

### ذخیره‌سازی دانه
خشک‌سازی برای جلوگیری از آسیب یا حداقل کاهش آسیب‌های ناشی از کپک قارچ‌ها که دانه‌ها را با میکوتوکسین آلوده می‌کنند، حیاتی است. افشانکچه و فیوزاریم از رایج
ترین قارچ‌ها هستند که می‌توانند در دانه ذرت رشد کنند و با زهر زراعی برای سلامت انسان خطرناک شوند.
ذرت زمانی که تازه است، معمولاً در حالی که خوشه‌هایش همچنان در پوست خود باقی مانده‌اند، ذخیره می‌شود. روش‌های ذخیره‌سازی قدیمی عبارتند از آویزان کردن یا کشیدن ذرت از ساقه‌هایی که به یکدیگر متصل شده‌اند. این امر به راحتی امکان‌پذیر است زیرا برخی از انواع ذرت شیرین به راحتی کنده می‌شوند. ذرت خشک‌شده که باید برای دانه‌گیری استفاده شود، در فضای خشک و گرم نگهداری می‌شود و در صورت لزوم در داخل انبارهای مخصوص دانه نگهداری می‌شود.

### تولید خوراکی
در اغلب فرهنگ‌ها در سراسر جهان، ذرت خوراکی اصلی مردم است. این محصول به ویژه در آمریکای لاتین و آمریکای شمالی در استفاده‌های متنوعی رایج است، از جمله مصرف در غذای اصلی، به عنوان آرد، و به عنوان غذاهای آماده‌شده مانند تورتیلا و چیزه.

## مقدار تولید
ذرت در سراسر جهان به‌طور گسترده کشت می‌شود و در هر سال جرم بیشتری از ذرت نسبت به هر دانه دیگر تولید می‌گردد. در سال ۲۰۲۰، تولید کل جهانی ۱٫۱۶ میلیارد تن شد که ایالات متحده با ۳۱٫۰٪ از کلِ تولید پیشتاز بود (جدول). چین نیز ۲۲٫۴٪ از کل تولید جهانی را به خود اختصاص داد.

تولید ذرت (2019)
ذرت (نوار صورتی) دومین محصول اصلی کشاورزی پر تولید است، پس از نیشکرها، و اولین محصول در میان دانه‌ها.

| ایالات متحده آمریکا                                                                           | ۳۶۰٬۳۰۰٬۰۰۰   |     |
| چین                                                                                           | ۲۶۰٬۷۰۰٬۰۰۰   |     |
| برزیل                                                                                         | ۱۰۴٬۰۰۰٬۰۰۰   |     |
| آرژانتین                                                                                      | ۵۸٬۴۰۰٬۰۰۰    |     |
| اوکراین                                                                                       | ۳۰٬۳۰۰٬۰۰۰    |     |
| هند                                                                                           | ۳۰٬۲۰۰٬۰۰۰    |     |
| مکزیک                                                                                         | ۲۷٬۴۰۰٬۰۰۰    |     |
| اندونزی                                                                                       | ۲۲٬۵۰۰٬۰۰۰    |     |
| آفریقای جنوبی                                                                                 | ۱۵٬۳۰۰٬۰۰۰    |     |
| روسیه                                                                                         | ۱۳٬۹۰۰٬۰۰۰    |     |
| جهانی                                                                                         | ۱٬۱۶۲٬۴۰۰٬۰۰۰ | [A] |
| No symbol = official figure, A = Aggregate (may include official, semiofficial or estimates). |               |     |

- تولید ذرت (2019)[۴۵]
- ذرت (نوار صورتی) دومین محصول اصلی کشاورزی پر تولید است، پس از نیشکرها، و اولین محصول در میان دانه‌ها.[۴۶]

## آفات

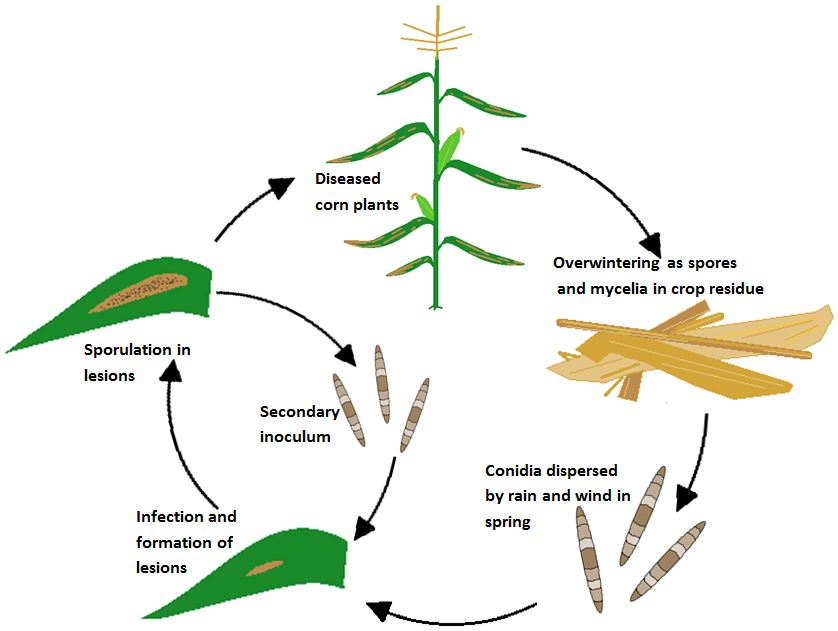
چرخه بیماری Northern corn leaf blight

بسیاری از آفتها می‌توانند بر رشد و توسعه ذرت تأثیر بگذارند، از جمله بی‌مهرگان، علف‌های هرز و پاتوژن‌ها.
ذرت حساس به تعداد زیادی از بیماری‌های قارچی، باکتریایی و ویروسی است. بیماری‌های مهم اقتصادی شامل بیماری‌های برگ، سیاهک‌ها مانند سیاهک ذرت، فساد خوشه‌ها و فساد ساقه‌ها هستند. Northern corn leaf blight در تمام مناطق ذرت آسیب وارد می‌کند، در حالی که سوختگی غلاف برنج در آسیا مشکل‌ساز است. برخی از بیماری‌های قارچی ذرت می‌توانند میکوتوکسین‌های خطرناک مانند آفلاتوکسین تولید کنند. در ایالات متحده، بیماری‌های اصلی شامل tar spot, bacterial leaf streak, gray leaf spot, northern corn leaf blight، و Goss's wilt هستند؛ در سال ۲۰۲۲، خسارت‌های اصلی از tar spot بود که منجر به خسارت ۱۱۶٫۸ میلیون بوشل شد.
ذرت در ایالات متحده هر ساله از هر یک از دو آفت بزرگ حشره‌ای، یعنی European corn borer یا ECB (Ostrinia nubilalis) و corn rootworms (Diabrotica spp) western corn rootworm, northern corn rootworm، و southern corn rootworm آسیب می‌بیند و میلیاردها دلار خسارت وارد می‌شود. آفت جدی دیگر fall armyworm (Spodoptera frugiperda) است.
کرم‌های لوله‌ای نیز آفات ذرت هستند. احتمالاً هر گیاه ذرت برخی از انگلهای نماتود را در خود دارد و جمعیت Pratylenchus نماتودهای جراحت‌زای ریشه‌ها می‌تواند بسیار زیاد باشد. تأثیرات آن‌ها شامل کوتاه‌قد شدن گیاهان، گاهی در تمام زمین‌ها و گاهی در نواحی خاص، به ویژه زمانی که تنش آبی و کنترل ضعیف علف‌های هرز وجود دارد، است.
بسیاری از گیاهان، چه تک‌لپه‌ای‌ها (علف‌ها) مانند سوروف (علف یونجه) و چه دولپه‌ای‌ها (گیاهان علفی) مانند سلمک و تاج‌خروسus ممکن است با ذرت رقابت کرده و موجب کاهش عملکرد محصول شوند. کنترل ممکن است شامل حذف مکانیکی علف‌های هرز، استفاده از علف‌کش‌ها یا سوزاندن با شعله باشد.

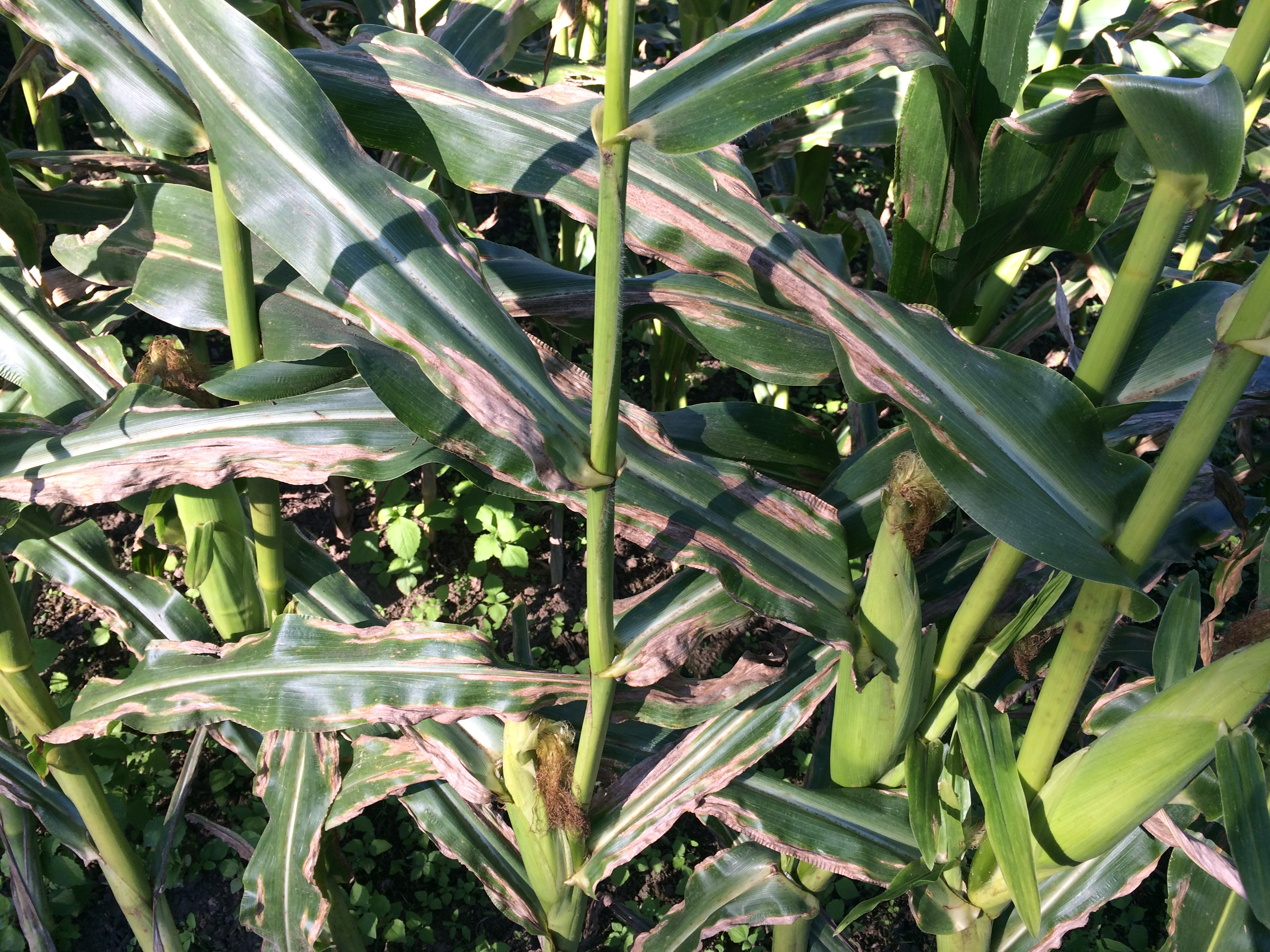
Northern corn leaf blight
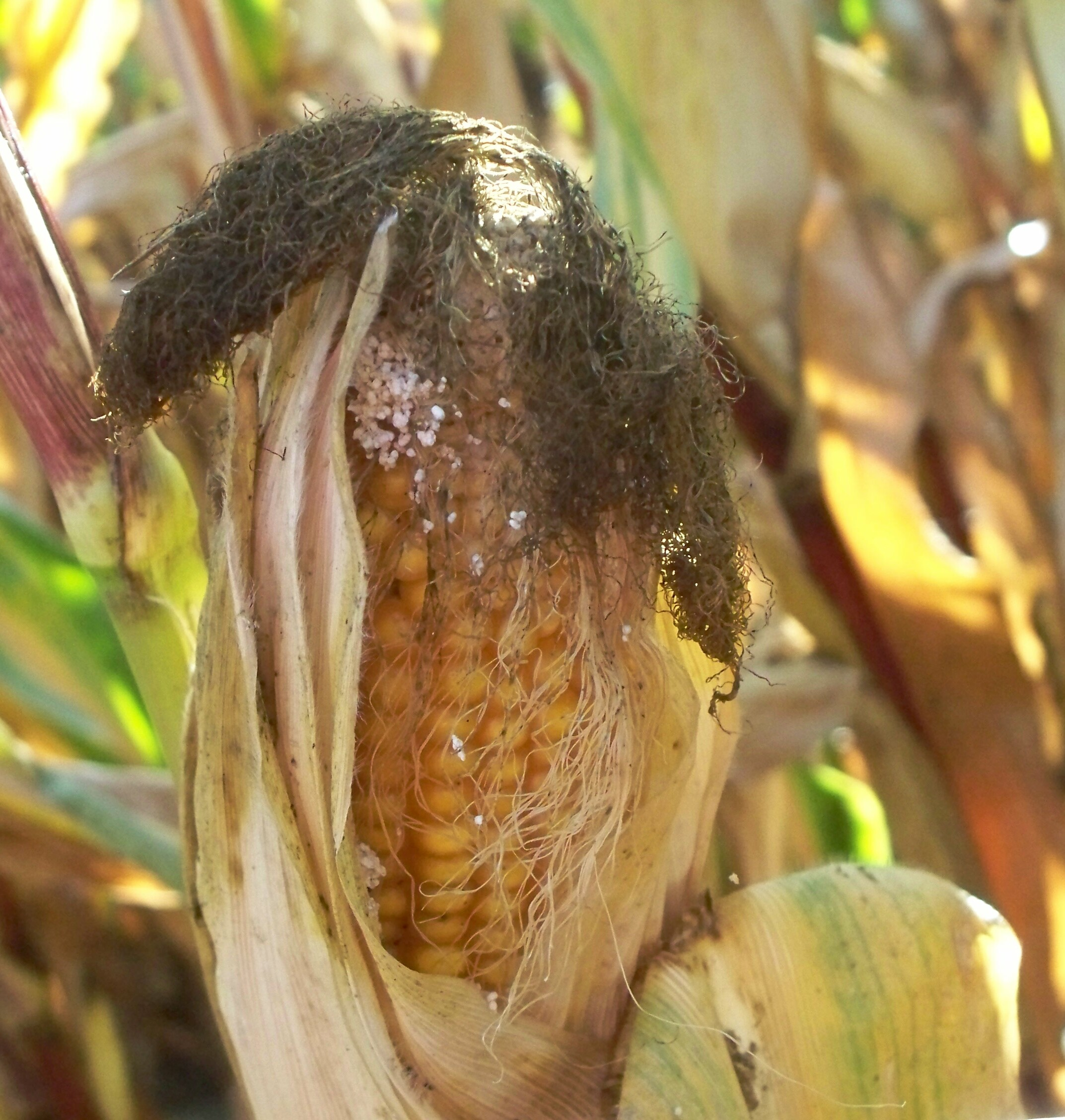
آسیب به خوشه ذرت توسط European corn borer
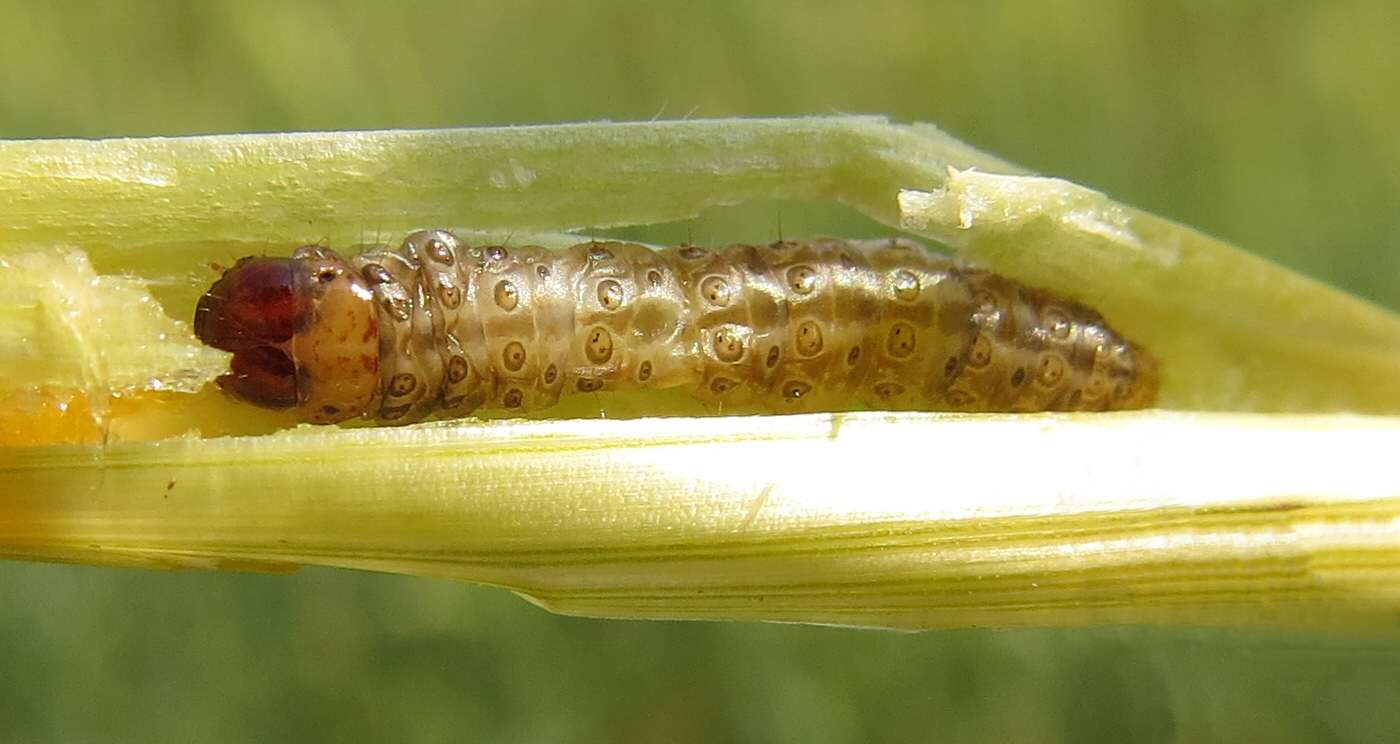
کرم European corn borer در ذرت

## کاربردهای نوین در فناوری
ذرت علاوه بر مصارف غذایی و کشاورزی، در حوزه‌های پیشرفته‌تری مانند فناوری نانو و انرژی‌های تجدیدپذیر نیز کاربرد پیدا کرده است. پژوهش‌های اخیر نشان داده‌اند که نشاسته ذرت می‌تواند در تولید پوشش‌های نانوساختاری برای سلول‌های خورشیدی مورد استفاده قرار گیرد. این پوشش‌های ضدبازتاب که از نانوذرات نشاسته ذرت ساخته می‌شوند، قادرند بازده تبدیل انرژی خورشیدی را تا ۱۵ درصد افزایش دهند.
مطالعات انجام شده در مؤسسات معتبری مانند مؤسسه فناوری ماساچوست (MIT) و آزمایشگاه‌های ملی انرژی تجدیدپذیر آمریکا (NREL) نشان داده‌اند که نانوذرات مشتق شده از ذرت می‌توانند جایگزین مناسبی برای مواد مرسوم در ساخت سلول‌های خورشیدی باشند. این فناوری که به‌عنوان "بیوسولار" شناخته می‌شود، از پتانسیل بالایی برای کاهش هزینه‌های تولید انرژی خورشیدی برخوردار است.
یکی از ویژگی‌های منحصربه‌فرد نشاسته ذرت، توانایی تشکیل ساختارهای فوتونیکی خودآراسته است که در بهینه‌سازی جذب نور نقش کلیدی ایفا می‌کند. این خاصیت باعث شده تا ذرت به‌عنوان ماده‌ای امیدبخش در صنعت فتوولتائیک مطرح شود. شرکت‌های پیشرو در زمینه انرژی‌های تجدیدپذیر در حال حاضر در حال توسعه تجاری این فناوری هستند.

## کاربرد

### آشپزی

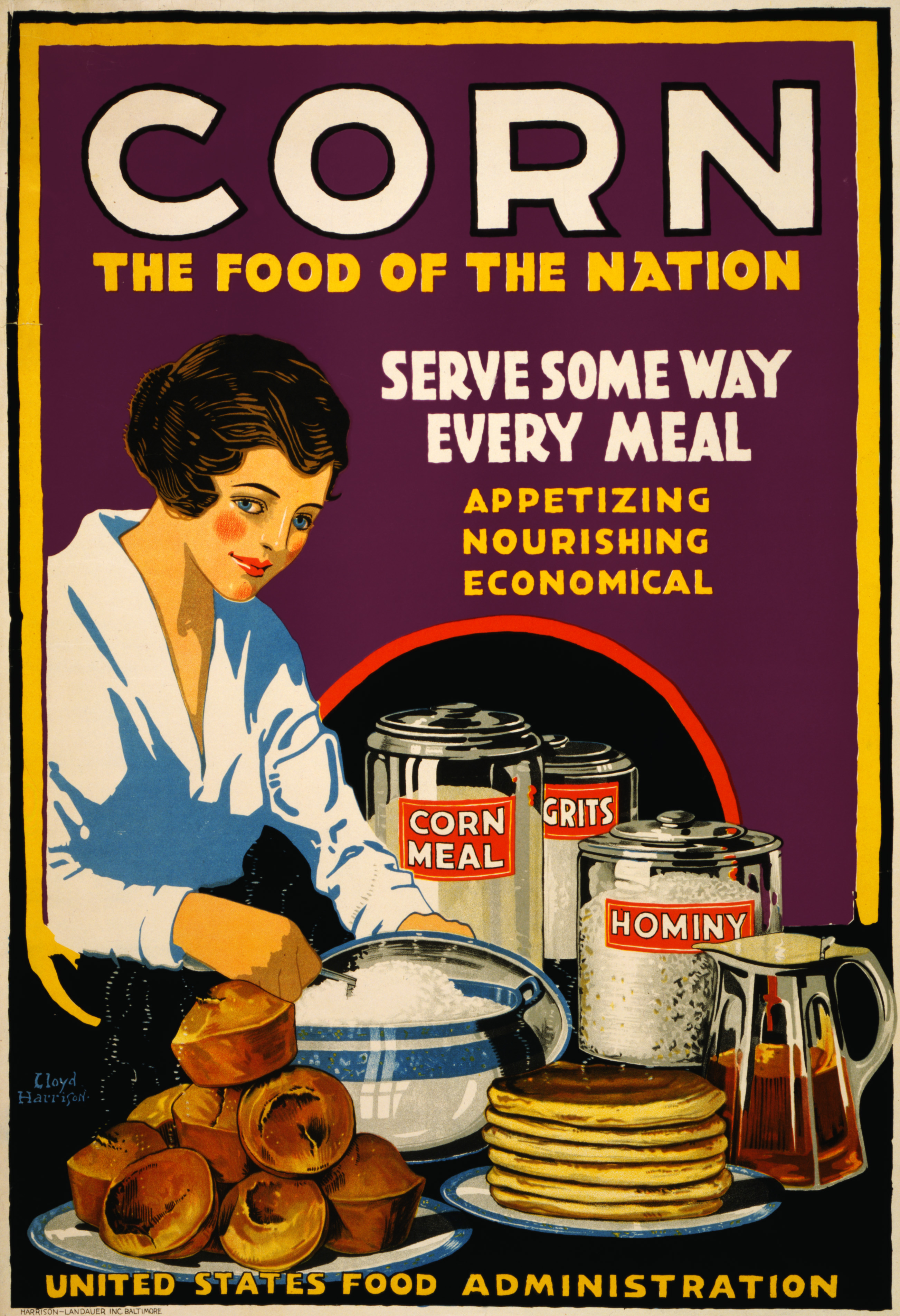
پوستر غذاهای مبتنی بر ذرت، اداره غذا و کشاورزی ایالات متحده، ۱۹۱۸

ذرت و آرد ذرت (ذرت خشک و آسیاب شده) جزو قوت غالب در بسیاری از مناطق جهان هستند. ذرت برای تولید ماده غذایی نشاسته ذرت استفاده می‌شود. نشاسته ذرت می‌تواند به آبکافت و آنزیم تبدیل شده و برای تولید شربت ذرت با فروکتوز بالا که یک شیرین‌کننده است، استفاده شود. از ذرت می‌توان برای تولید ویسکی بوربن نیز استفاده کرد. روغن ذرت از گام ذرت استخراج می‌شود.
در دوران پیش از تاریخ، زنان مایا از کابیله برای آسیاب کردن ذرت به آرد ذرت استفاده می‌کردند. بعد از اختراع ظرف‌های سرامیکی، مردم اولمک شروع به پخت ذرت به همراه لوبیا کردند که ارزش تغذیه‌ای وعده غذایی اصلی را بهبود بخشید. با اینکه ذرت به‌طور طبیعی ویتامین ب۳ دارد، این ماده مغذی بدون فرایند نیستامالیزاسیون به‌طور کامل در دسترس نیست. مایاها از آرد نیستامال برای تهیه آش و تاماله استفاده می‌کردند.
ذرت جزو اصلی آشپزی مکزیکی است. ماسا (نیستامال) ماده اصلی برای تهیه تورتیاها، آتوله و بسیاری دیگر از غذاهای سنتی آمریکای مرکزی است. این ماده اصلی در تهیه تورتیا ذرتی، تامالهها، آتوله و غذاهای مبتنی بر این‌هاست.
قارچ سیاهک ذرت که بر روی ذرت رشد می‌کند، یک خوراکی خوشمزه در مکزیک است.
آرد ذرت در بسیاری از فرهنگ‌ها به هلیم فرنگی تبدیل می‌شود: از پولنتا ایتالیا، آنگو برزیل، مامالیگا رومانی، تا خوراک ذرت در ایالات متحده (یا هومینی گریت در ایالات متحده جنوبی) یا غذایی به نام اوگالی در آفریقای جنوبی و سادزا، نشیما، اوگالی و دیگر نام‌ها در سایر نقاط آفریقا. ذرت که توسط پرتغالی‌ها در قرن شانزدهم به آفریقا معرفی شد، به مهم‌ترین محصول غذایی قاره آفریقا تبدیل شده است.
ذرت شیرین، یک نوع ژنتیکی که مقدار زیادی قند و کم استارچ دارد، به صورت خام به عنوان ذرت روی خوشه مصرف می‌شود.

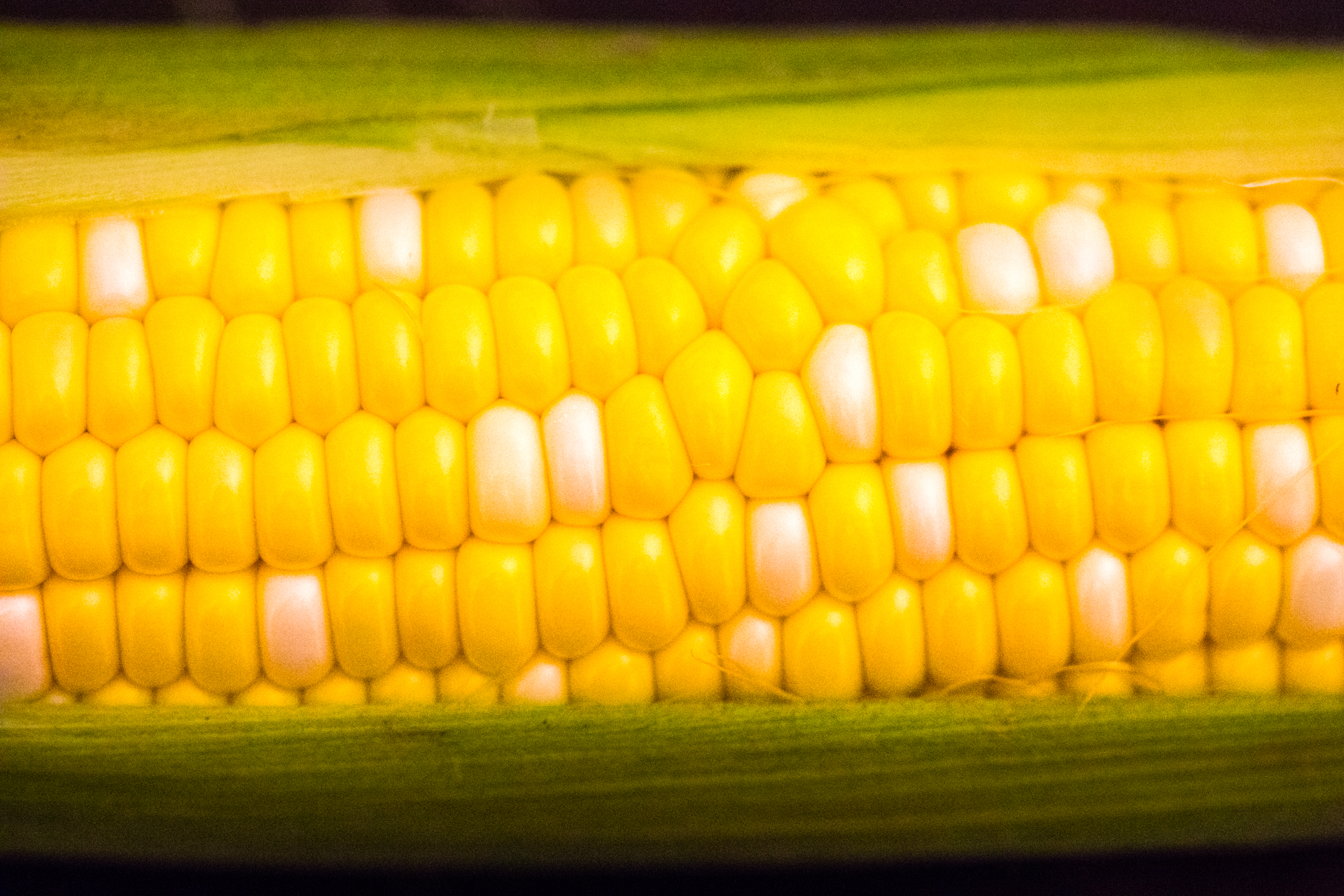
ذرت نیمه پوست‌کنده
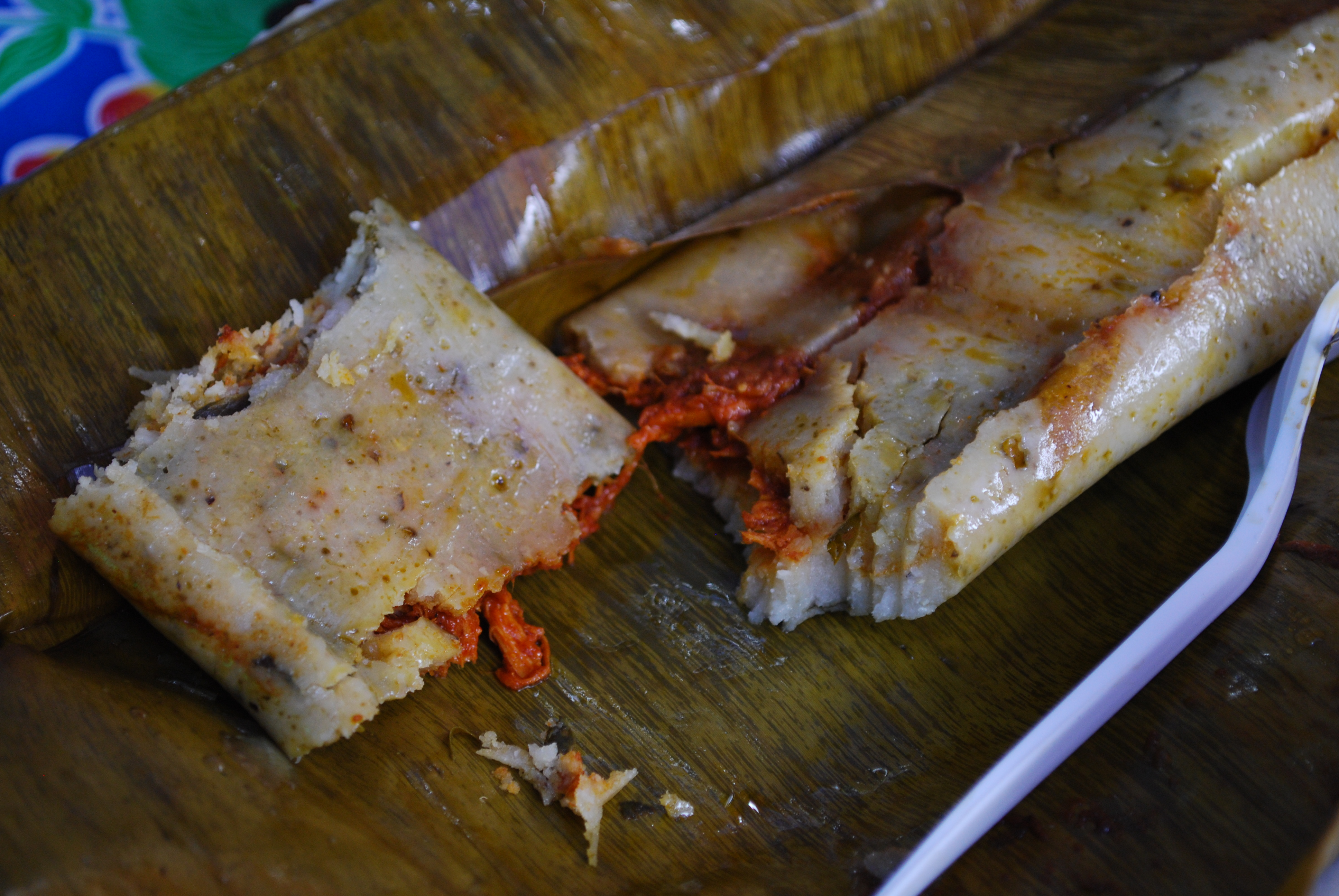
تاماله مکزیکی
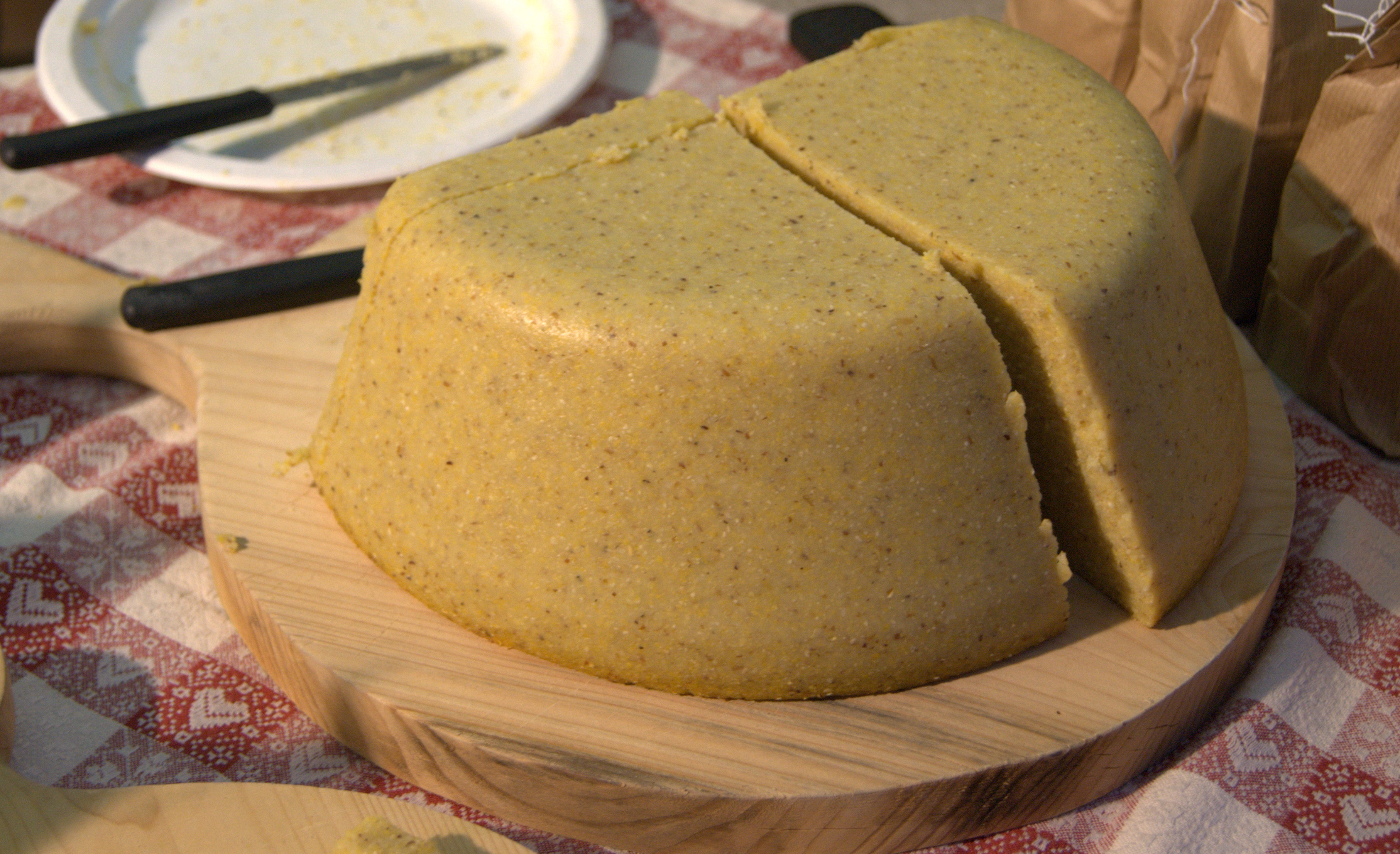
یکی از روش‌های سرو پولنتا ایتالیایی

## برای مطالعهٔ بیشتر
- Byerlee, Derek. "The globalization of hybrid maize, 1921–70." Journal of Global History 15.1 (2020): 101–122.
- Clampitt, Cynthia. Maize: How Corn Shaped the U.S. Heartland (2015)
- Bonavia, Duccio (13 May 2013). Maize: Origin, Domestication, and Its Role in the Development of Culture. انتشارات دانشگاه کمبریج. ISBN 978-1-107-02303-1.